# Duomo di Monreale
Il duomo di Monreale, altresì noto come cattedrale di Santa Maria Nuova, è il duomo di Monreale, nella città metropolitana di Palermo, sede arcivescovile dell'arcidiocesi omonima.
Costruita a partire dal 1172 per volere di Guglielmo II d'Altavilla, re di Sicilia dal 1166 al 1189, è famosa per i ricchi mosaici bizantini che ne decorano l'interno. Nell'agosto del 1926 papa Pio XI l'ha elevata alla dignità di basilica minore. Dal 3 luglio 2015 fa parte del Patrimonio dell'umanità (UNESCO) nell'ambito dell'Itinerario arabo-normanno di Palermo e le cattedrali di Cefalù e Monreale.

## Storia

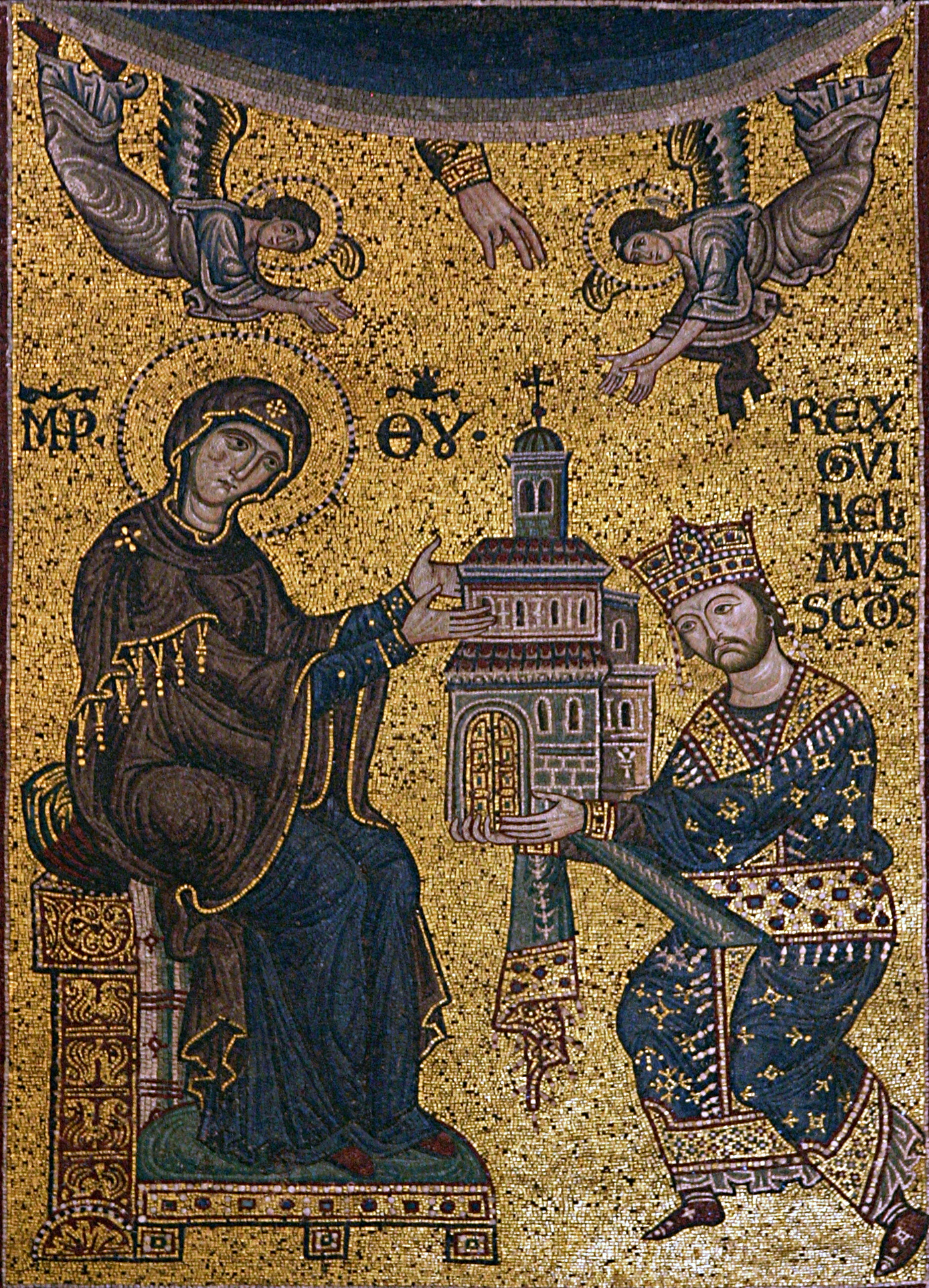
Guglielmo II dedica la Cattedrale di Monreale alla Vergine.

### Il mito
Secondo la leggenda, Guglielmo II il Buono, succeduto al padre sul trono di Sicilia, si sarebbe addormentato sotto un carrubo, colto da stanchezza, mentre era a caccia nei boschi di Monreale. In sogno gli apparve la Madonna, a cui era molto devoto, che gli rivelò il segreto di una “truvatura” con queste parole: “Nel luogo dove stai dormendo è nascosto il più grande tesoro del mondo: dissotterralo e costruisci un tempio in mio onore”. Dette queste parole, la Vergine scomparve e Guglielmo, fiducioso della rivelazione in sogno, ordinò che si sradicasse il carrubo e gli si scavasse intorno. Con grande stupore venne scoperto un tesoro in monete d'oro che furono subito destinate alla costruzione del Duomo di Monreale, cui furono chiamati per la realizzazione maestri mosaicisti greco-bizantini (“i mastri di l'oru”) dell'interno.
Biografi, storici e commentatori, fra i quali Tommaso Fazello, ammorbidiscono la figura e l'operato di Guglielmo il Buono, ma troncano le motivazioni della leggenda. Plaudono alla costruzione di una meraviglia architettonica motivata da sinceri e profondi intendimenti religiosi, attribuendone senza tema di smentita, il finanziamento agli enormi proventi e tesori raccolti da un re avarissimo e depredatore qual era stato Guglielmo il Cattivo, considerato un rapace e razziatore delle ricchezze del suo regno. Magnificenza altrimenti descritta da Giorgio Vasari Nella Vita di Lapo Architetto Fiorentino.
Altre considerazioni ruotano attorno alle vicende circa le competizioni tra i cantieri dei grandi poli monumentali nella città di Palermo e immediate vicinanze. Guglielmo è promotore e patrocinatore dell'edificazione di tutto il complesso benedettino di Monreale, al tempo stesso come sovrano, appoggia e sostiene il vescovo Gualtiero Offamilio nella ricostruzione della cattedrale di Palermo. Per i due, le imprese costituirono vere e proprie sfide di grandezza e autocelebrazione, ognuna di esse condotta con l'obiettivo di surclassare in potenza ed eccellenza il proprio avversario.
Con l'invasione dell'isola da parte dei Saraceni, nel contesto della dominazione araba, la cattedrale metropolitana primaziale della Santa Vergine Maria Assunta è trasformata in luogo di culto musulmano: la «Grande Moschea Gami».
La corte vescovile è invitata con la costrizione ad abbandonare le sedi cittadine. Il ruolo di cattedrale panormitana fu ricoperto da modesta, piccolissima chiesa: la «Aghia Kiriaki» ovvero la chiesa di Santa Ciriaca o Santa Domenica. Il luogo di culto dedicato a Santa Ciriaca al quale Papa Alessandro III fa riferimento nella bolla pontificia emanata il 30 dicembre 1174, con la quale ratifica la costruzione della nuova cattedrale monrealese, indicandone l'ubicazione con le parole ... Super Sanctam Kjriacam.

### Epoca normanna
La costruzione del grande tempio fu avviata nel 1172 da Guglielmo II il Buono e terminò nel 1267. Concepito come chiesa dell'annessa abbazia territoriale benedettina, indipendente dalla cattedra di Palermo, nel 1178 l'abate Guglielmo ottenne da Papa Lucio III che fosse costituita l'arcidiocesi metropolitana di Monreale e la chiesa abbaziale elevata al rango di cattedrale.

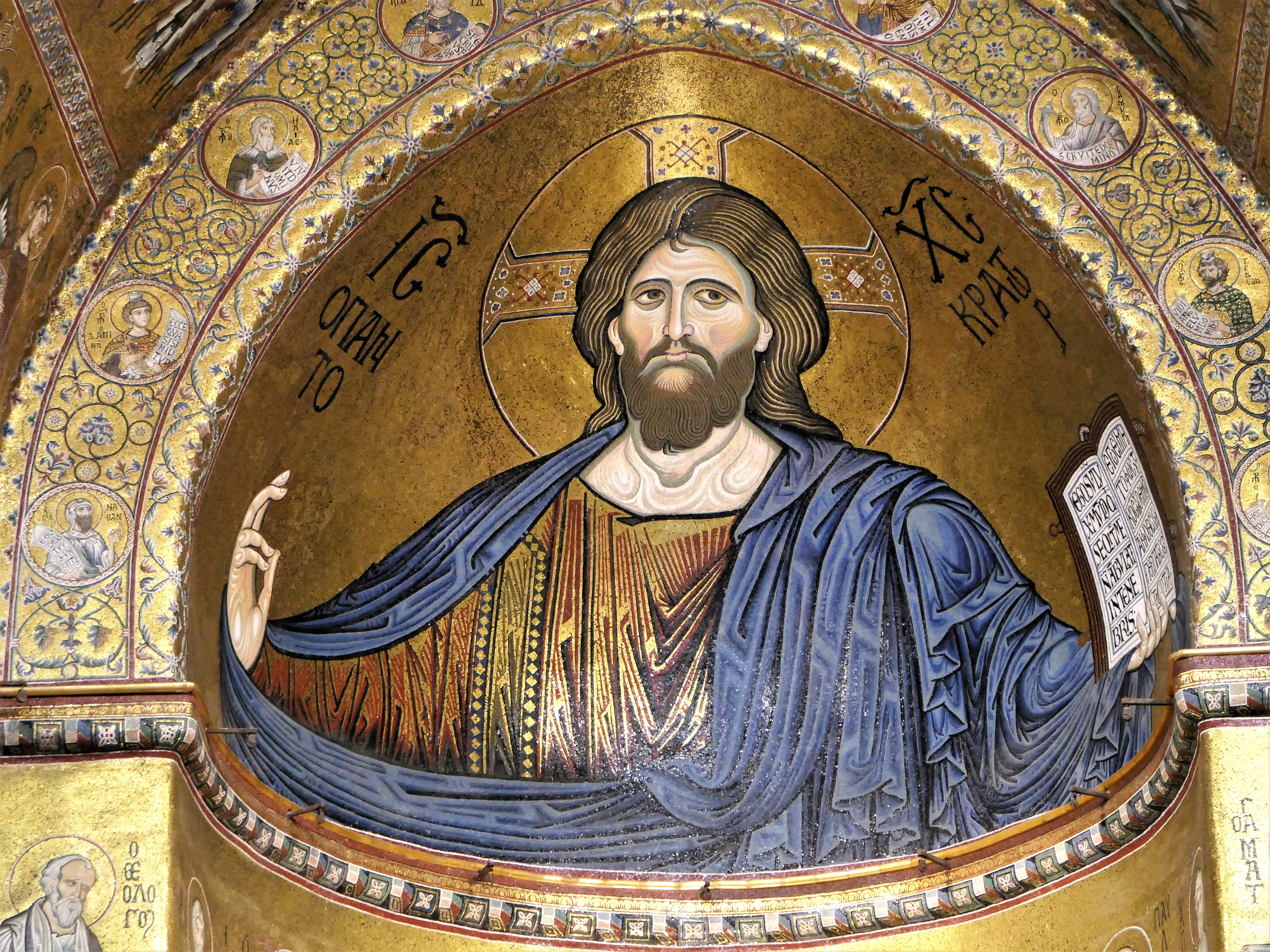
Il Cristo Pantocratore che domina dall'abside l'interno della cattedrale

Alla costruzione seguono una sequenza infinita di privilegi e concessioni reali, nei confronti delle alte gerarchie ecclesiastiche locali, riconoscimenti consistenti in castelli, terre, chiese, opifici, rendite di vario genere sparsi in tutta la penisola italiana, i primi tre: 15 febbraio 1175, 15 agosto 1176 concessione di Guglielmo II che assegna i castelli di Gaito, di Coriglione e Calatrasi e relativi possedimenti, concessioni riconfermate per privilegio di Margherita di Navarra e di Sicilia.
Risale al 15 agosto del 1176 la prima e più antica festa mariana nella città di Monreale, giorno in cui, alla presenza di re Guglielmo II, è inaugurata l'abbazia, ed è solennemente consegnato il Privilegio di Concessione o Atto di Donazione.

### Epoca angioina
La solenne consacrazione avvenne solo sotto il regno di Carlo d'Angiò il 25 aprile 1267 dopo circa 95 anni dall'inizio dei lavori. Cerimonia presieduta dal cardinale Rodolfo (Raoul Grosparmi), vescovo di Albano, alla presenza di Papa Clemente IV, dedicazione alla «Natività della Beata Vergine Maria».
Nel 1270, durante il contesto della fallimentare ottava crociata, con la morte avvenuta a Tunisi, nella cattedrale fu sepolto Luigi IX, re di Francia, fratello di Carlo d'Angiò e futuro santo.

### Epoca aragonese
Nel 1483, i monasteri benedettini di San Placido Calonerò, San Nicolò l'Arena, Santa Maria Nuova, Santa Maria di Licodia si costituirono in congregazione, la quale fu chiamata «Congregazione dei Monaci di San Benedetto in Sicilia». Essa fu approvata da Papa Sisto IV e furono concessi privilegi simili a quelli goduti dalla «Congregazione di Santa Giustina».
Nel 1504, con l'annessione dell'abbazia di Montecassino, la Congregazione benedettina di Santa Giustina mutò nome, chiamandosi appunto, Congregazione cassinese. Nel 1506 all'interno di quest'ultima confluì la Congregazione sicula.

### Epoca spagnola
Tra il 1547 e il 1569 lungo il fianco settentrionale della cattedrale fu realizzato il portico più antico, edificato su progetto di Giovanni Domenico Gagini e Fazio Gagini in stile rinascimentale, coperto con volta a crociera e aperto sull'esterno con undici archi a tutto sesto poggianti su colonne corinzie. In corrispondenza dell'arcata centrale sormontata da un tondo in terracotta invetriata raffigurante la Madonna col Bambino, si apre il portale laterale, i cui battenti bronzei furono realizzati intorno al 1185 da Barisano da Trani. Nel 1559 fu realizzata gran parte della pavimentazione interna.
Nel 1595 l'arcivescovo Ludovico II de Torres promosse la costruzione della Cappella di San Castrense, l'altare contiene le reliquie del santo.
Durante il mandato pastorale di Giovanni Roano e Corrionero, nel 1690 - 1692 adiacente all'Absidiola di San Paolo sorse in stile barocco la Cappella della Crocifissione, su progetto del gesuita Angelo Italia di Licata. Grande committente d'arte, il prelato commissionò la sistemazione degli altari delle absidi adattando lo stile barocco alle forme architettoniche normanne. Tanto l'altare del Sacramento (Absidiola di San Paolo) che quello della Madonna del Popolo (Absidiola di San Pietro), sono uguali per quel che riguarda l'architettura, le forme, l'apparato decorativo e l'ornato a mischio.

### Epoca borbonica
Nel 1741 è effettuata la visita apostolica di Giovanni Angelo De Ciocchis, la relazione evidenzia i particolari intorno ai 72 feudi che fanno della mensa arcivescovile la più pingue delle diocesi isolane.
Nel 1770 è aggiunto il portico sul prospetto anteriore per iniziativa del vescovo Francesco Testa. Nel 1807, a seguito dell'impatto di un fulmine, fu seriamente danneggiata la torre meridionale della facciata, con la distruzione totale dell'ultimo ordine di celle campanarie e della cuspide, che non furono mai ricostruite.
L'11 novembre 1811 un incendio distrusse il soffitto di matrice fatimida, che fu restaurato tra il 1816 e il 1837, seriamente danneggiati il mosaico e le tombe reali. Durante i restauri furono realizzati i nuovi stalli del coro in stile neogotico, i sarcofagi di Guglielmo I e Guglielmo II ripristinati nella loro forma precedente.

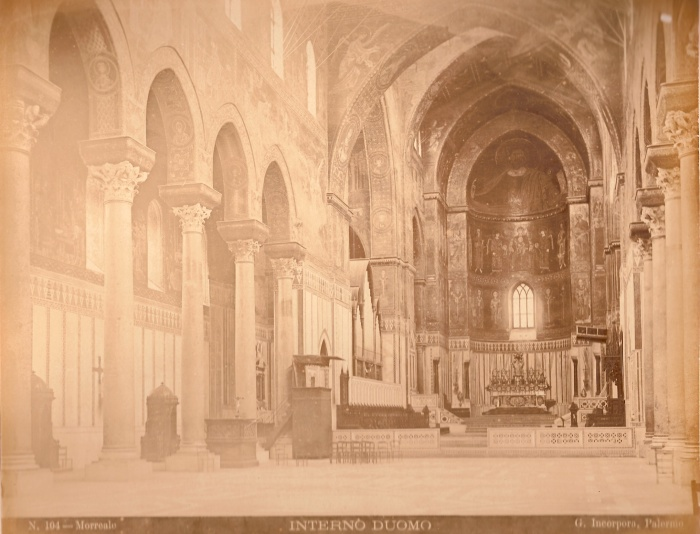
Interno della cattedrale negli anni 1870
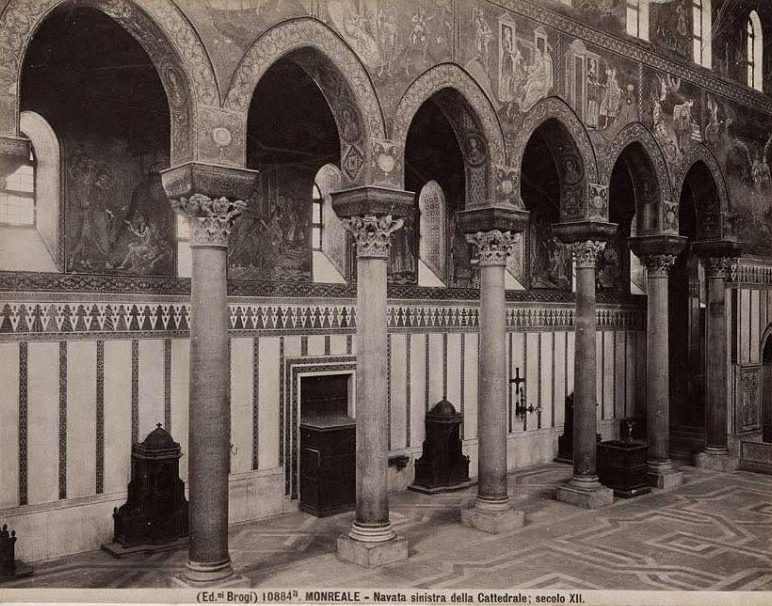
Interno della cattedrale agli inizi del Novecento
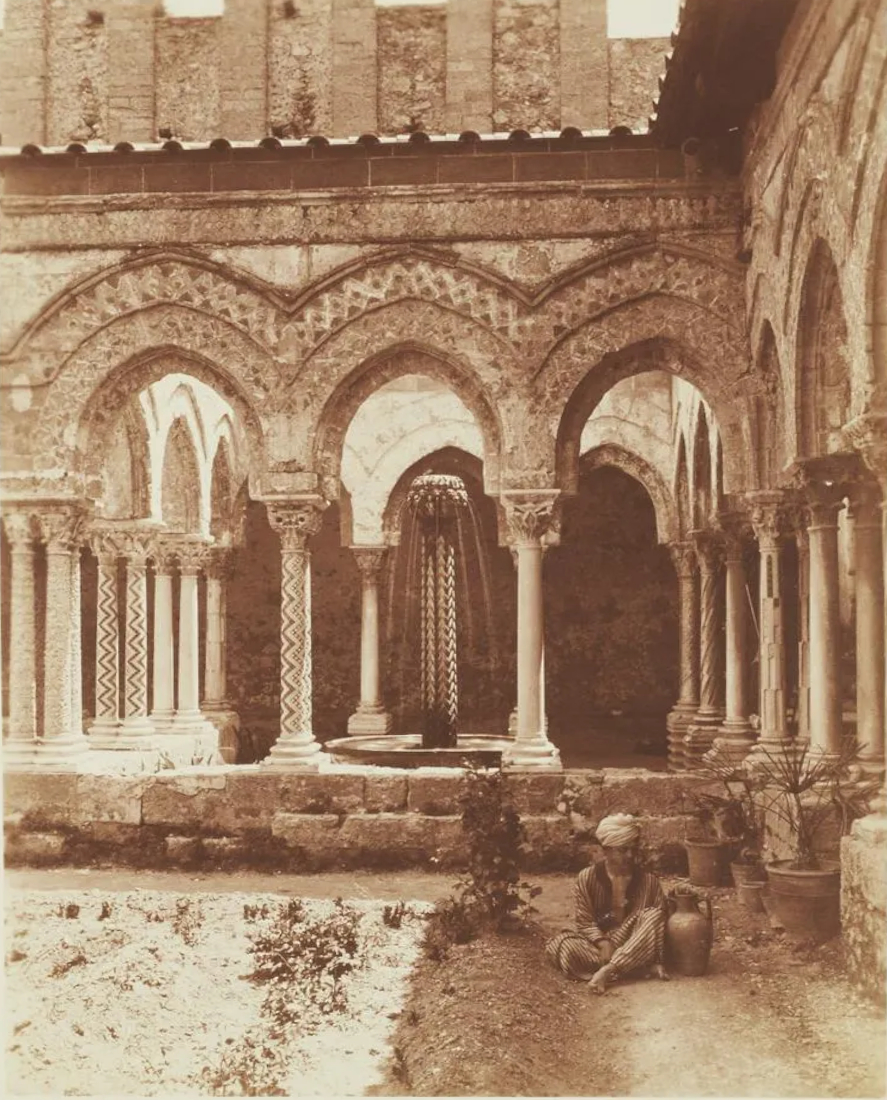
La fontana del chiostro nel 1903

Tra i viaggiatori che hanno visitato la località e decantato la bellezza del sito monumentale: Jean Houel (1776) , Henry Swinburne (1777 - 1778), Johann Wolfgang Goethe (1787), Léon Dufourny (1789), Carlo Castone Della Torre conte di Rezzonico 17 agosto (1793), William Andrew Paton (1902).

## Esterno

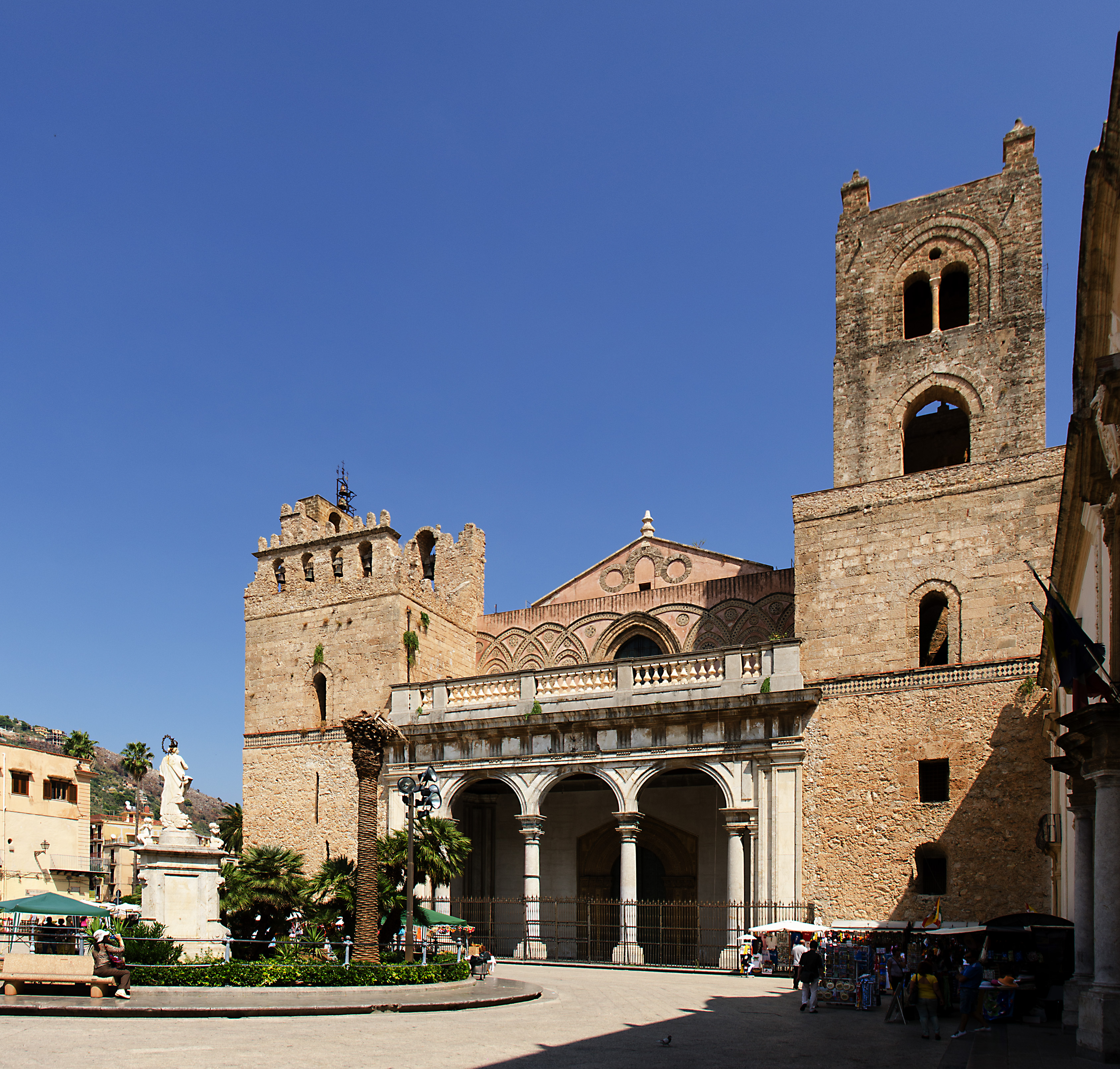
La facciata.

La cattedrale di Santa Maria Nuova si trova nel centro storico di Monreale, adagiato sulle pendici del monte Caputo.
L'edificio segue il modello delle grandi basiliche benedettine di provenienza cluniacense.
La facciata, prospiciente una piazza quadrangolare, è stretta fra le due torri campanarie, delle quali quella di sinistra rimasta incompiuta al primo ordine. L'ingresso è preceduto dal portico settecentesco, in stile barocco, che si apre sull'esterno con tre archi a tutto sesto poggianti su colonne tuscaniche; al di sotto di esso, vi è il portale, chiuso da due battenti bronzei, opera di Bonanno Pisano e risalenti al 1185 - 1186.
Nella parte superiore della facciata, terminante con un basso timpano triangolare, si apre una monofora ogivale incorniciata da una decorazione ad archetti ciechi intrecciati fra di loro. Caratteristica peculiare dell'arte scultorea e architettonica normanna di Sicilia è il baton brisés elementi scultorei architettonici a zig-zag di origine anglo-normanna presenti nella cattedrale di Monreale e ampiamente utilizzati in Inghilterra e in Sicilia sia in età normanna che in seguito.
Nel 1542 il regio visitatore monsignor Francesco Vento documentava un atrio coperto di tegole. In seguito alle sollecitazioni del regio visitatore don Francesco del Pozzo risalente al 1583, per volontà dell'arcivescovo Ludovico II Torres, il portico fu riedificato e completato solo nel 1596.
Per inabilità dei maestri una gran parte crollò provocando non pochi danni all'antico mosaico delle pareti della controfacciata. La ricostruzione sotto la direzione del padre benedettino Paolo Catania iniziò nel 1631 e si concluse nel 1633. Il pittore monrealese Pietro Novelli fu incaricato di affrescare le pareti in muratura.
La notte di Natale del 1770 rovinò nuovamente, rimasero in piedi soltanto due colonne. Immediatamente l'arcivescovo Francesco Testa e i padri benedettini disposero i capitoli per bandire le gare di appalto. L'incarico fu affidato a mastro Benedetto Zerbo, su progetto di Antonino Romano coadiuvato da Ignazio Marabitti.
L'esterno, modificato nei secoli XVI e XVIII, nell'area absidale conserva intatta l'impronta normanna ed è ornato a vari disegni formanti una serie di archi di pietre bianche e nere con cerchi al di sotto, assai ben combinati e disposti tra loro.
La decorazione delle tre absidi, caratterizzata dal fitto intreccio di archi acuti, evoca atmosfere arabeggianti esaltate dalla decorazione policroma creata dall'alternanza di tarsie di calcare e di pietra lavica.

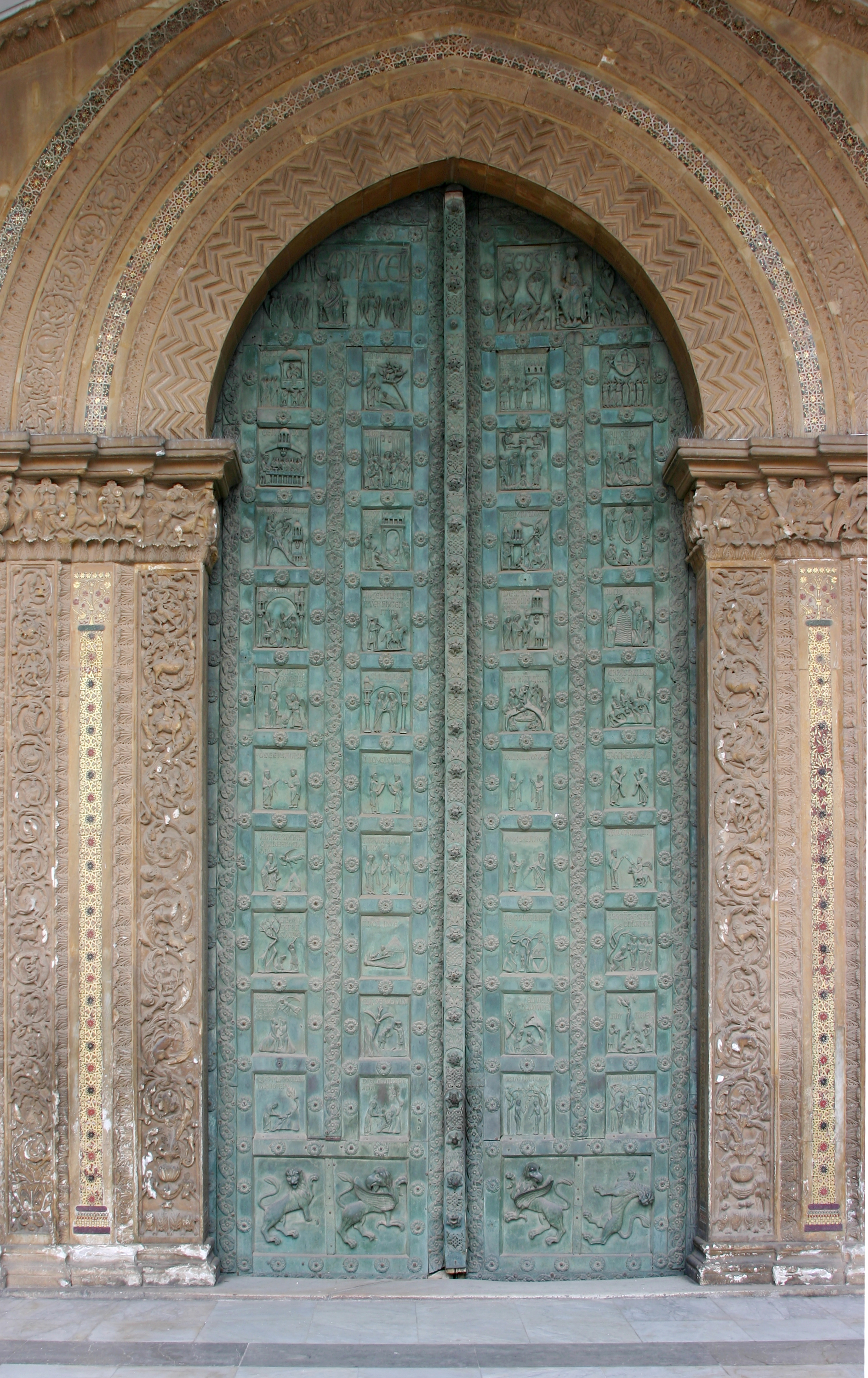
Il portale di Bonanno Pisano (1185-1186)
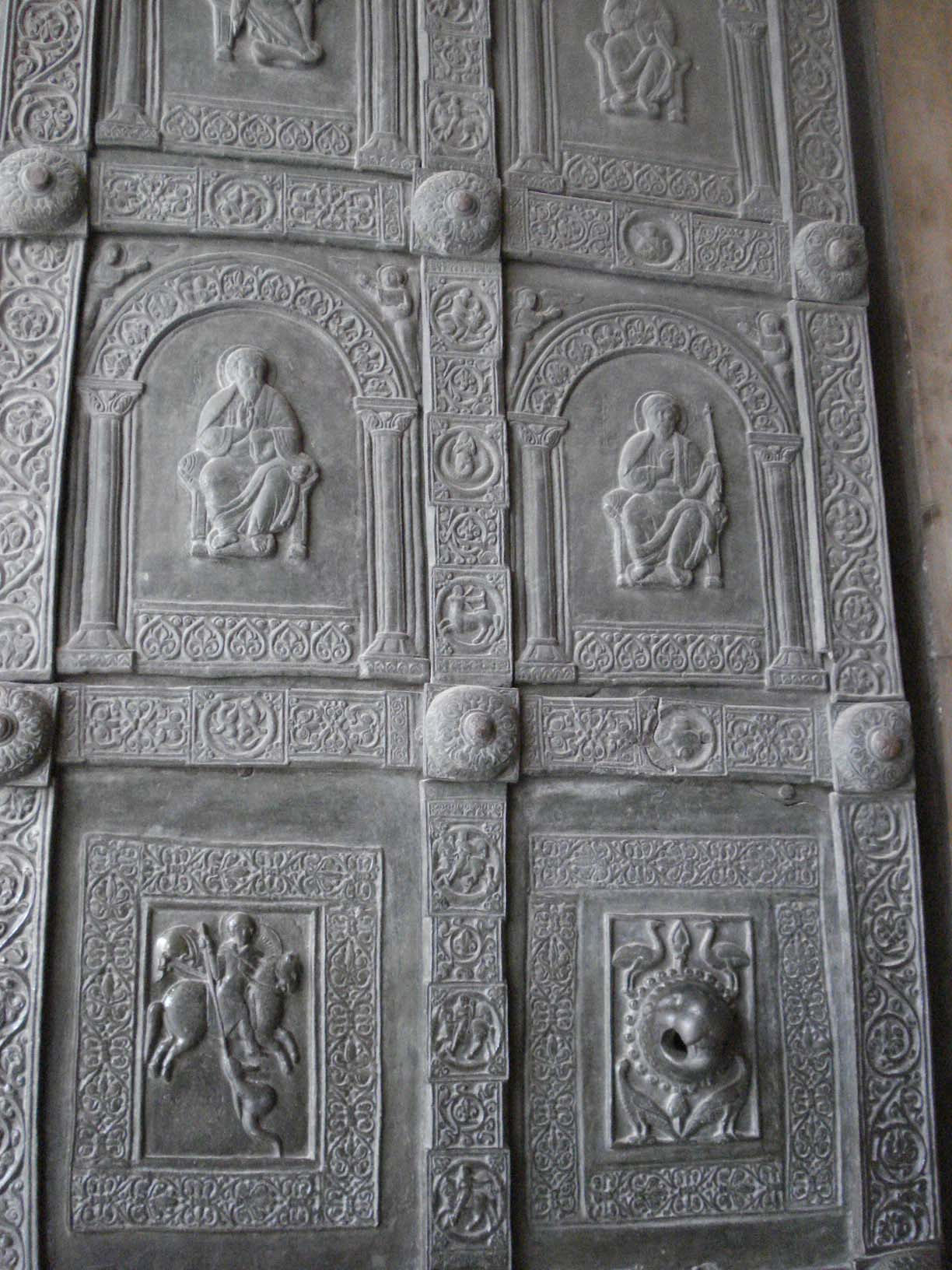
Particolare del portale di Barisano da Trani (1185 circa)
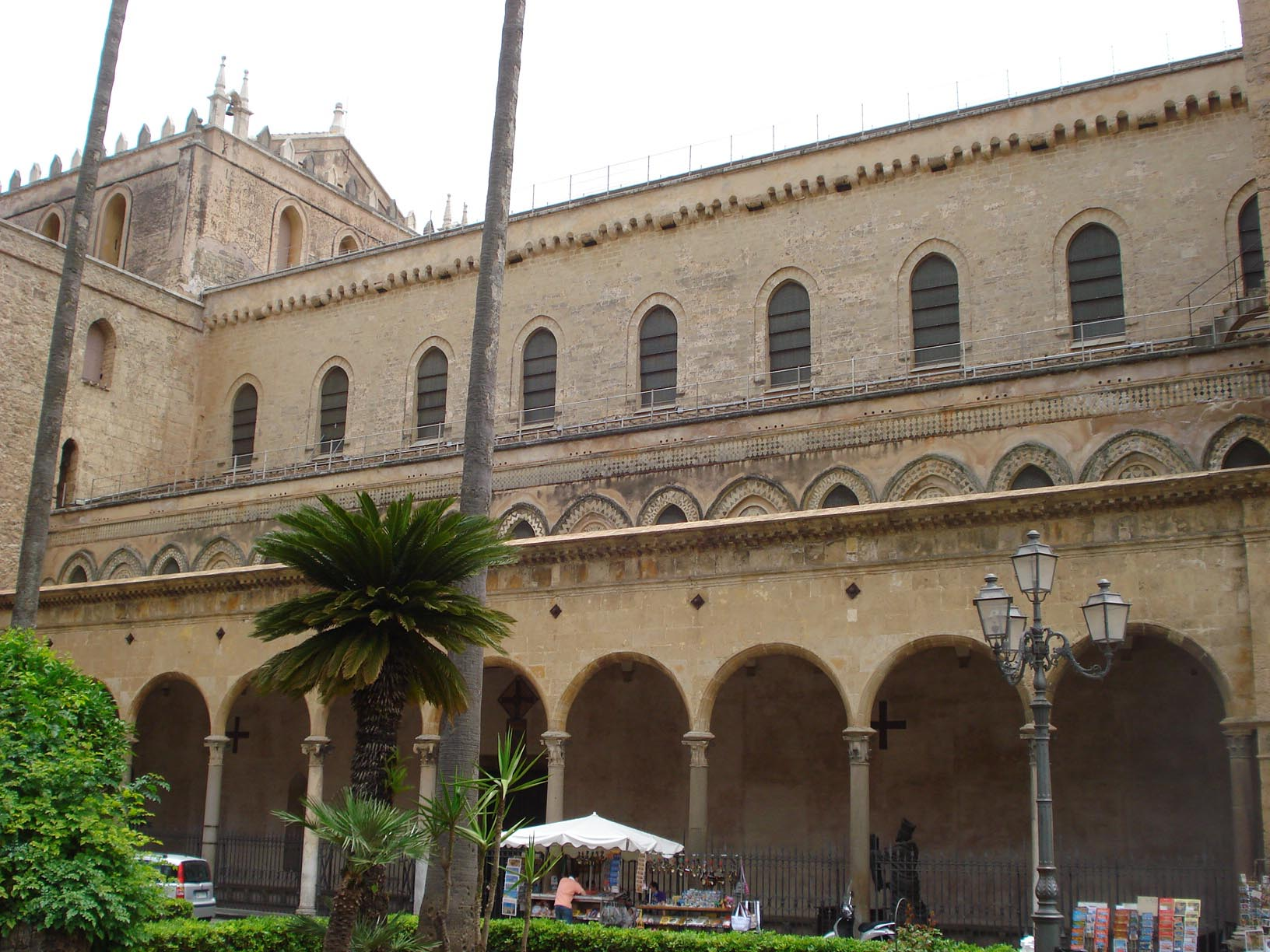
Il fianco sinistro e il portico rinascimentale
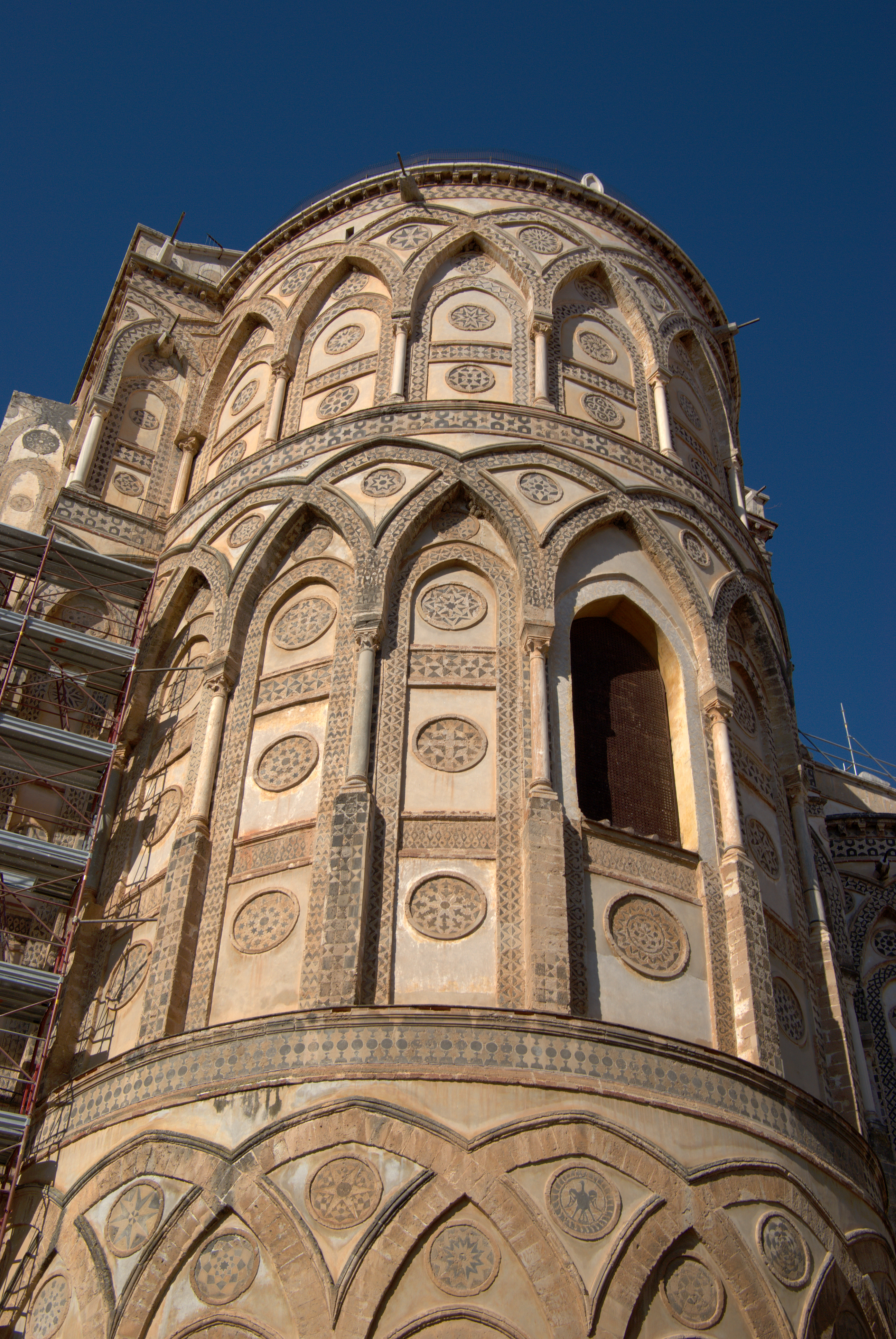
Esterno dell'abside centrale
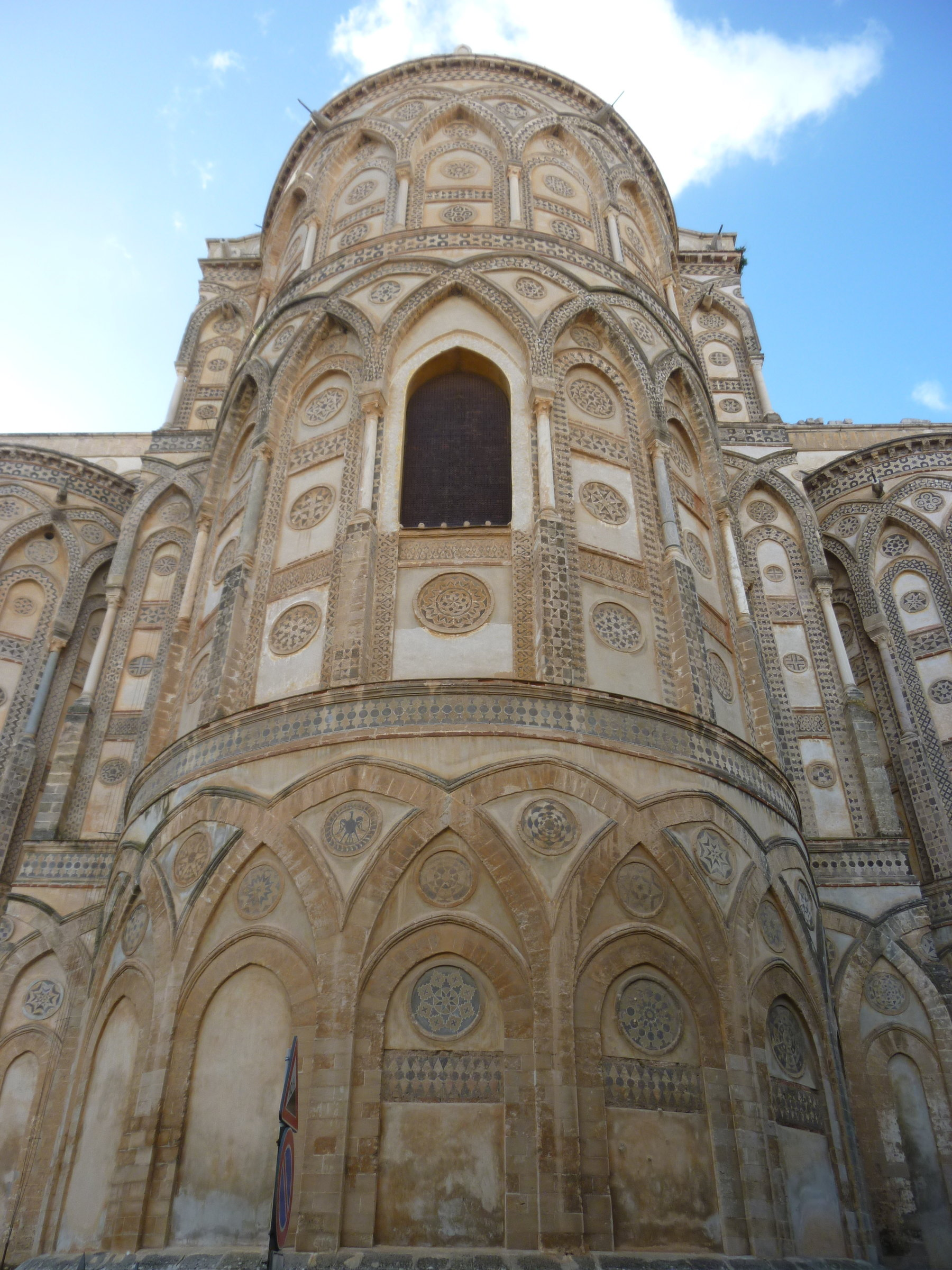
Esterno dell'abside centrale

## Interno

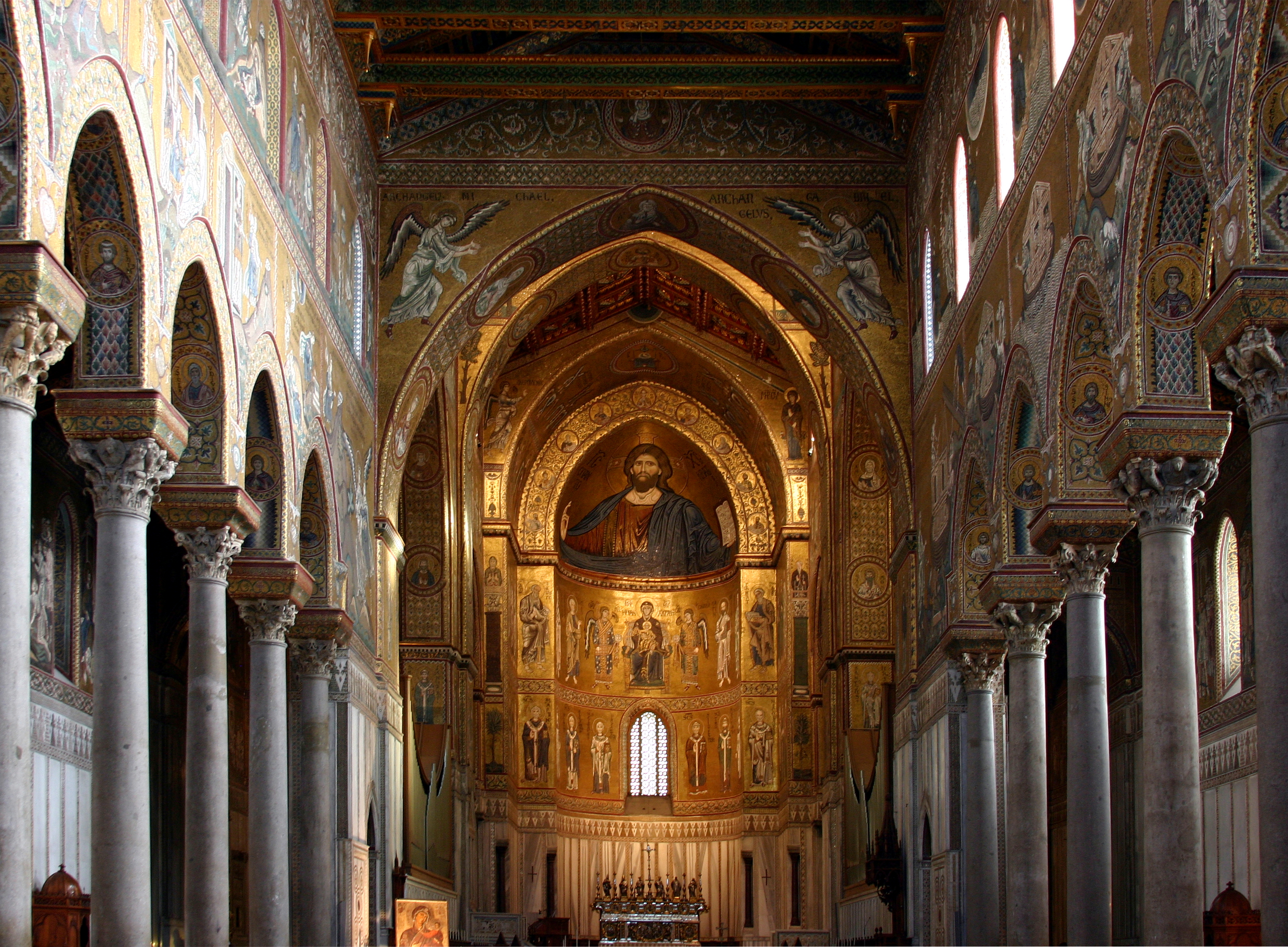
La navata centrale.

Il vasto interno della cattedrale ha pianta a croce latina a tre navate con transetto poco sporgente che di fatto costituisce una continuazione ai lati del presbiterio delle navate laterali. Le navate, terminanti ciascuna con un'abside semicircolare, sono divise da due file di 9 colonne corinzie di granito grigio (tranne una in marmo cipollino) con pulvino e capitelli (alcuni dei quali di spoglio), anch'essi antichi con clipei di figure che sostengono archi a sesto acuto di tipo arabo. I soffitti sono a travature scoperte e dipinte nelle navate e a stalattiti di tipo arabo nella crociera, questi ultimi rifatti nel 1811 dopo un incendio che aveva distrutto parte del tetto. Il pavimento, completato nel XVI secolo è musivo, con dischi di porfido e granito e con fasce marmoree intrecciate a linee spezzate.

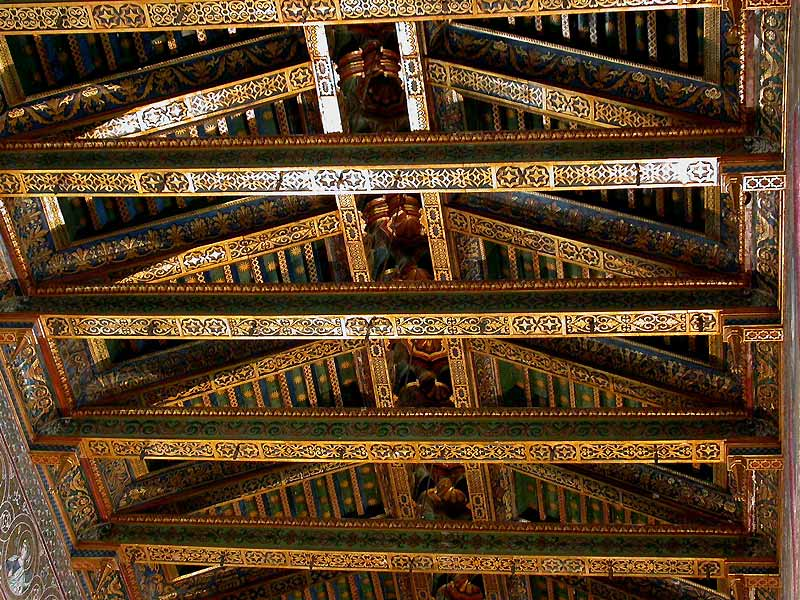
Dettagli del soffitto ligneo

All'interno è poi possibile osservare sul fianco destro dell'abside il sarcofago in porfido di Guglielmo I, morto nel 1166, e quello marmoreo di Guglielmo II il Buono. Sul lato sinistro, dentro tombe medievali, si trovano invece le spoglie di Margherita di Navarra e di Sicilia, moglie di Guglielmo I, e dei figli Ruggero ed Enrico e la Cappella di San Luigi dei Francesi con i resti del re Luigi IX.
La parte più bassa delle pareti, dal fregio “a palmizi” al piano pavimentale, sul modello della Cappella Palatina di Palermo, è uniformemente resa ad incrostazione marmorea e fasce verticali (in tutto 493 unità), in mosaico ruotato, a motivi geometrici. Tali opere, assieme al pavimento del grande presbiterio e agli intarsi sugli arredi marmorei e sulle membrature architettoniche, costituiscono un complesso esecutivo di consistente estensione (circa 300 m² per le fasce a parete, e 975 m² per il pavimento del grande presbiterio) e un repertorio di motivi decorativi straordinariamente vario e numeroso. La cronologia esecutiva copre un arco temporale che va dalle origini della costruzione normanna fino ai primi anni del secolo scorso, con un incremento di intensità operativa nel corso dell'Ottocento, durante il quale si attuarono consistenti ed estesi interventi di restauro e integrazione. In attesa che giunga a compimento il lavoro di studio del prof. Giuseppe Oddo, sul mosaico decorativo in opus sectile a motivi geometrici del duomo di Monreale non sussiste al momento uno studio complessivo e organico.

### L'abside
Sul catino absidale, di misure 13 metri per 7, si dispiega con imponenza ed austerità il busto del Cristo Pantocratore. Il Cristo indossa una tunica rossa e oro (colori della regalità) ed una stola dorata ed è avvolto da un manto azzurro (colore della divinità), minuziosamente particolareggiato nelle ombreggiature delle pieghe. La mano destra compie un atto di benedizione alla greca (pollice unito all'anulare e al mignolo, mentre indice e medio rivolti verso l'alto), formando le lettere greche X e sigma, rispettivamente iniziale e finale di Χριστός (Cristo). La sinistra, invece, mostra un vangelo aperto che reca il versetto tratto dal Vangelo secondo Giovanni (scritto in greco antico sulla pagina destra e in latino su quella sinistra): «Io sono la luce del mondo, chi segue me non cammina nelle tenebre, ma avrà la luce della vita». Il capo è racchiuso da un nimbo crociato, a sua volta dall'iscrizione greca Παντοκράτωρ (Pantocratore, cioè 'onnipotente'), scomposta ai due lati. La raffigurazione del pantocratore richiama quella del Dio in gloria, quale Origine, Signore e Giudice finale di tutte le cose create. Sull'arco posto sopra il pantocratore, attorniato da serafini, vi è l’effigie del trono dell'Etimasia, il trono con gli strumenti della Passione e la colomba dello Spirito Santo, su cui siederà il Cristo nel giorno del giudizio universale. Sotto il pantocratore, la vergine Maria, in trono con il bambino e con lei una serie di arcangeli, apostoli e proto-pastori della Chiesa, formano una corte di santi allineati in due registri, lungo la parte mediana dell'abside.

### Presbiterio

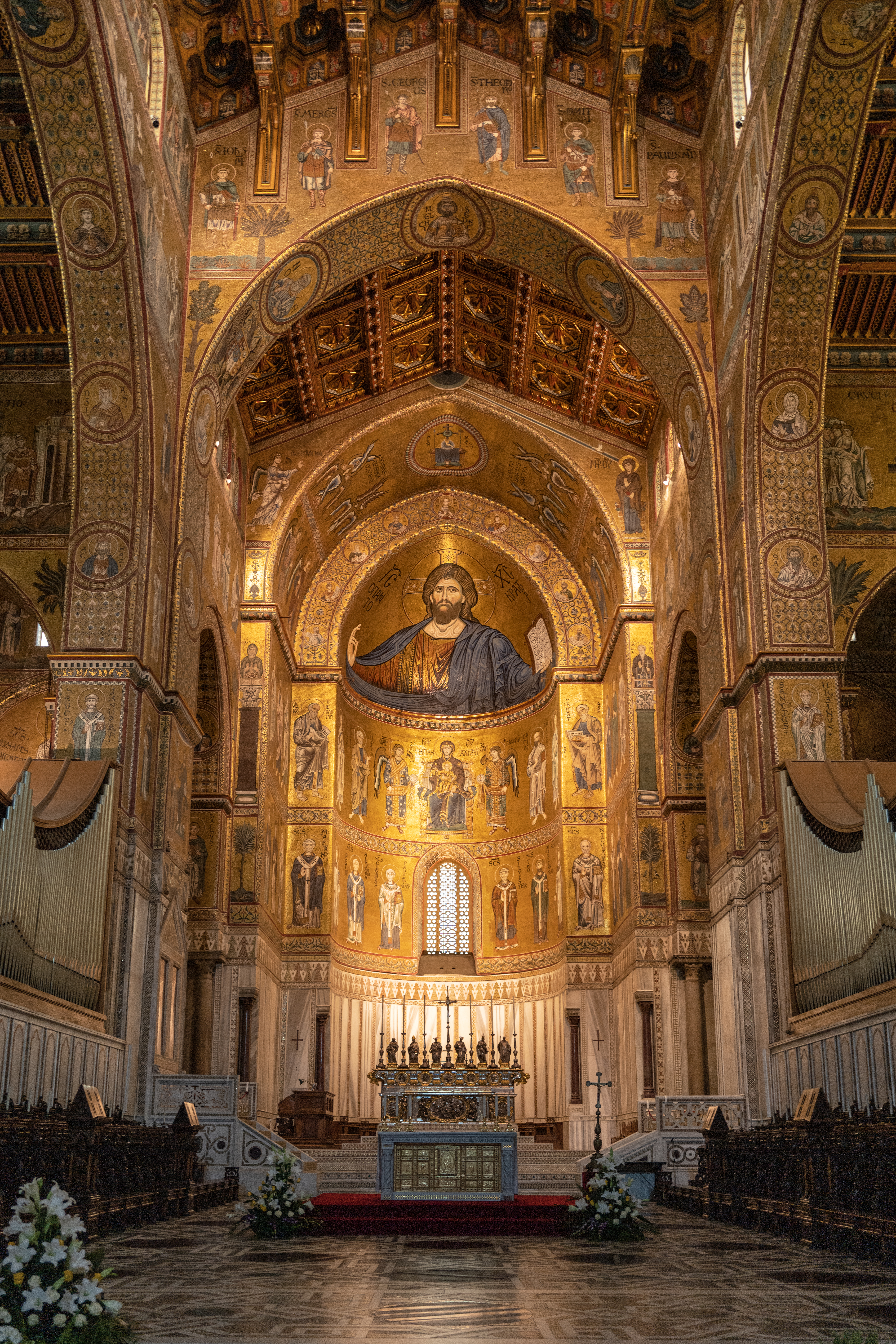
Presbiterio con il Cristo Pantocratore.

Il presbiterio, rialzato di alcuni gradini rispetto al resto del piano di calpestio della chiesa, occupa interamente l'area della crociera, nella quale è cinto da transenne neogotiche, e dell'abside maggiore. Ospita, nella crociera, su due file gli stalli lignei del coro, in stile neogotico e, sotto l'arco absidale, contrapposti, il trono reale a sinistra e la cattedra episcopale a destra.  Il trono reale riccamente più ornato, reca gli stemmi di Guglielmo II e i simboli della sua Casata. In alto, un mosaico raffigura lo stesso re, in piedi, mentre viene coronato da Cristo, significando il dominio conferitogli direttamente da Dio. Di aspetto più semplice, il precedente soglio arcivescovile, sormonta la scena della consegna del duomo alla Vergine da parte del re.
L'altare maggiore barocco è una raffinata quanto elaborata opera in argento del 1771, realizzata dall'argentiere romano Luigi Valadier, su commissione dell'arcivescovo Francesco Testa. Nei cinque medaglioni in argento e bronzo sulla mensa sono raffigurati episodi della vita della Vergine: Annunciazione, Visitazione, Maternità, Sposalizio e Fuga in Egitto. Nel paliotto due angeli sorreggono la Natività di Maria delimitata da putti, delimitata dalle scene della Pentecoste e dell'Assunzione. 

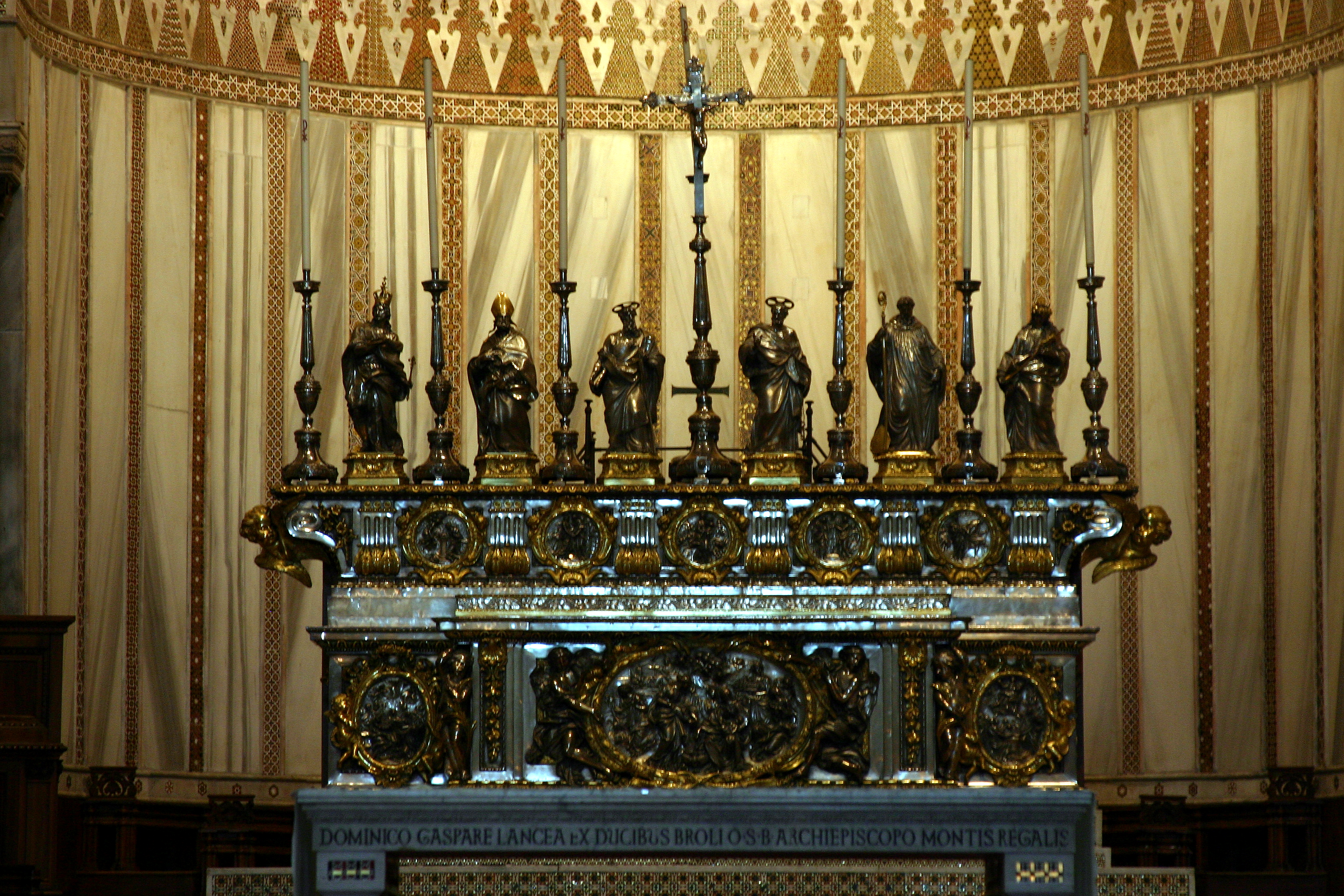
Altare argenteo di Luigi Valadier (1771). Da sinistra verso destra le statue di san Luigi IX re, san Castrense, san Paolo, il crocifisso, san Pietro, san Benedetto da Norcia e santa Rosalia.

### Transetto

#### Absidiola di San Pietro
Sulla parete destra della campata antistante all'absidiola di San Pietro (diaconico), nel 1492, per volere del cardinale Giovanni Borgia, fu aperto il vano d'ingresso all'attuale sacrestia.
L'architettura voluta dal vescovo Giovanni Roano e Corrionero è espressione del barocco siciliano, le forme e i contenuti attuali definiscono la Cappella della Madonna del Popolo. Il catino absidale con balaustra è delimitato da colonne con intarsi elicoidali. La sopraelevazione della macchina marmorea è costituita da colonne ioniche con capitelli corinzi sormontate da cornice, esternamente grandi volute a ricciolo con mensole reggono putti alati. Una serie di fasce marmoree recanti fitti intarsi raffiguranti festoni floreali e intrecci di foglie d'acanto creano l'effetto concavo sull'asse mediano, chiudono la prospettiva sui dadi aggettanti volute con vasotti floreali e una grande corona intermedia sorretta da angioletti.
La nicchia centrale custodisce la statua della Madonna del Popolo, la tradizione popolare ritiene che il simulacro della Vergine sia stato scolpito nel tronco dell'albero di carrubo all'ombra del quale Guglielmo II di Sicilia si addormentò e sognò Maria (" ... vera Figghia e vera Matri di Diu..." - versi di Antonio Veneziano), che le indicava il posto dove avrebbe trovato il tesoro per costruire il magnifico tempio. L'esame della statua, lo stile, i lineamenti del volto, i panneggi e i dettagli dell'insieme, collocano la probabile realizzazione del manufatto nel periodo compreso tra il XIV e il XV secolo.
Con certezza l'effige fu incoronata in un secondo tempo da Francesco Testa durante il ciclo di ricorrenze mariane del mese di settembre del 1762.
Nella calotta - sopra le lastre marmoree - riprendono gli arabeschi, i motivi geometrici e le figure musive, queste ultime rappresentate da busti di santi effigiati in tondi.

#### Absidiola di San Paolo
Sulla parete sinistra della campata antistante all'absidiola di San Paolo (protesi), è documentato il passaggio in direzione del primitivo Palazzo Reale.
Sempre al vescovo Giovanni Roano e Corrionero è dovuto il perfezionamento dell'ambiente che nelle forme attuali definisce la Cappella del Santissimo Sacramento. L'architettura richiama grossomodo le linee della cappella meridionale ad eccezione dei giochi di cortine e sipari drappeggiati sorretti da putti nell'atto di svelare l'elaborato tabernacolo con foggia di tempietto, nonché dal fittissimo commesso di tarsie e pietre dure che simulano le trame dei panneggi sotto l'occhio di due altri angeli - che sulla cornice cavalcano altrettanti pellicani.
|                                                             |                                                    |                                                             |
| Absidiola di San Paolo o Cappella del Santissimo Sacramento | Cappella del Santissimo Crocifisso Albero di Jesse | Absidiola di San Pietro o Cappella della Madonna del Popolo |

### Cappella di San Giovanni Battista
La Cappella di San Giovanni Battista: nicchia - altare con mosaico nella calotta raffigurante San Giovanni Battista recante l'iscrizione ECCE AGNVS DEI, ECCE QVI TOLLIT è ubicata in prossimità dell'ingresso lungo la parete meridionale. La cappella fu voluta dal sovrano dopo la costruzione della chiesa per celebrare fattivamente la "nascita" della sede metropolitana. La statua bronzea del Precursore è collocata su un fusto di un primitivo fonte battesimale.

### Cappella di San Castrense
Guglielmo II fece deporre le reliquie portate a Monreale nel 1179 da Alfano, vescovo di Capua, quale dono di nozze per il sovrano, all'interno dell'altare maggiore del tempio. L'evento introdusse in Sicilia il culto a San Castrense e la figura del vescovo fu proclamata protettore del cittadina.
Nel 1595 il cardinale Ludovico II Torres fece erigere a sue spese l'attuale Cappella di San Castrense. L'ambiente in stile barocco occupa il vano occidentale compreso tra la parete meridionale e il portico del chiostro. Presenta un ciborio con baldacchino sorretto da quattro colonne in marmo, in un'urna sotto l'altare trovano definitiva collocazione le reliquie del Santo Vescovo.
Campeggia sulla parete di fondo il quadro raffigurante San Castrense abbigliato in abiti pontificali e ai suoi piedi in ginocchio, il cardinale Ludovico II Torres che reggendo il pastorale sormontato da una croce, chiede protezione per sé, per la città e la diocesi di Monreale, opera di Antonio Novelli padre di Pietro.
All'interno è ospitato il monumento funebre di Ludovico II di Torres con effigie marmorea. Sculture di Pietro Bacchiotta, fiorentino e Marco Antonio d'Aprile palermitano. Nel 1637 suo nipote, il cardinale Cosimo de Torres, cambiò l'urna delle reliquie con un'altra più artistica, fatta costruire a sue spese, in argento cesellato. Arricchì la cappella di paramenti sacri, libri, del breviario del 1400, ornato di preziose miniature, dotò la cappella di tre benefici assegnandone i due principali ai due cappellani addetti al culto, con l'ufficio di penitenziere e di teologo del Capitolo metropolitano.

### Cappella di San Benedetto
Primitiva Cappella di San Cataldo, nel 1561 il cardinale Alessandro Farnese fece trasferire l'altare di San Benedetto, in occasione del rifacimento della navata centrale. La Cappella di San Benedetto era l'unico luogo previsto in epoca normanna deputato alla sepoltura dei membri dell'Ordine benedettino. L'ambiente adiacente alla Cappella di San Castrense occupa l'area compresa fra la parete meridionale e il portico del chiostro, era arricchito con affreschi di Antonio Novelli sostituiti da dieci bassorilievi marmorei di Giovanni Marino del 1728 raffiguranti scene di vita del fondatore dell'ordine.
Sull'altare il rilievo Gloria di San Benedetto di Ignazio Marabitti del 1776 che sostituisce un quadro del Novelli. Dello stesso artista nell'ambiente è collocato il monumento funebre dell'arcivescovo Francesco Testa, mecenate e patrocinatore di molti interventi conservativi del complesso monastico, opera realizzata su incarico di re Ferdinando III di Borbone.

### Cappella del Crocifisso

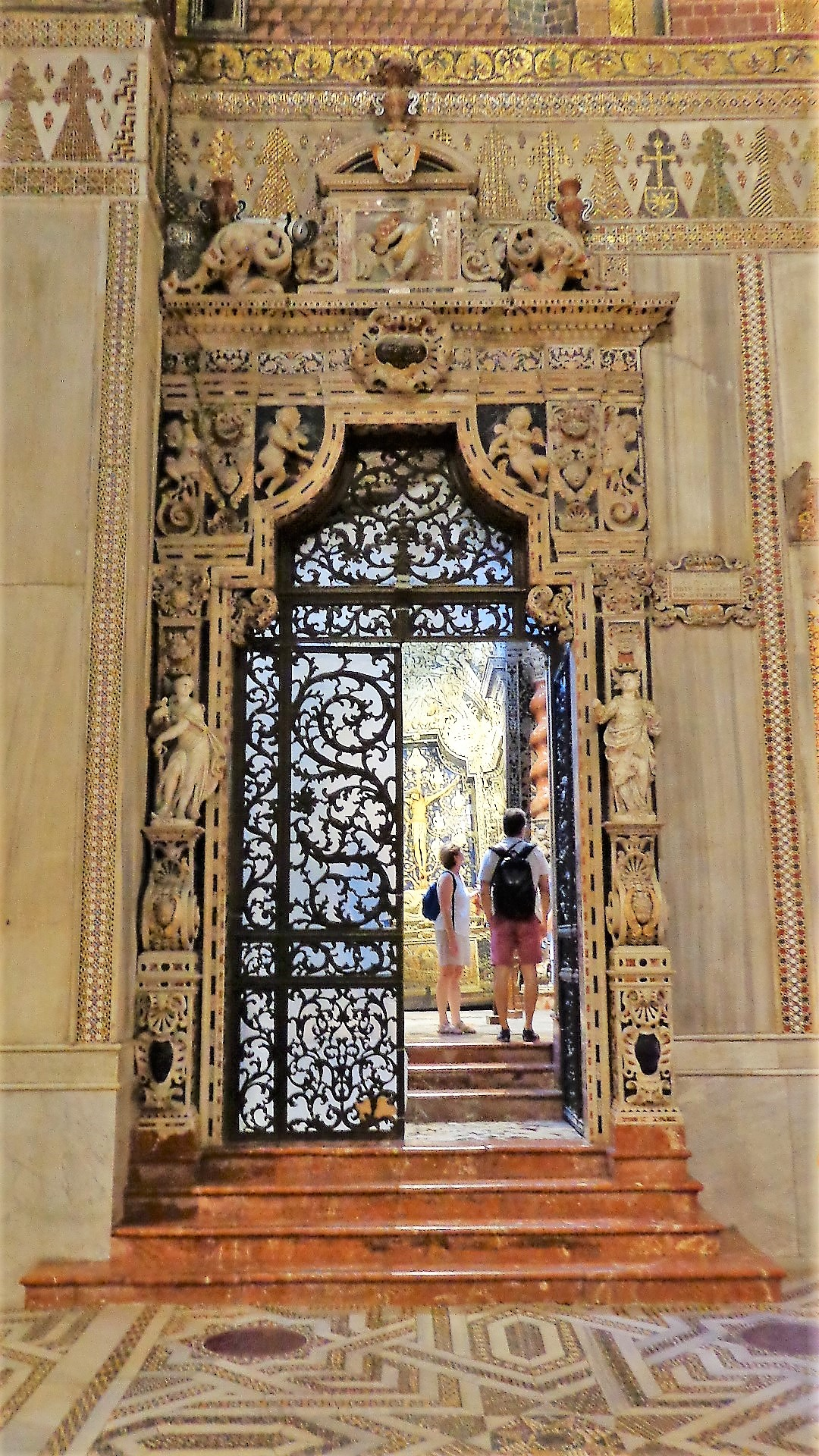
Portale.

Cappella del Crocifisso o Cappella Roano. Ambiente adiacente all'absidiola sinistra con ingresso sulla parete settentrionale, in sfarzoso stile barocco d'ispirazione iberica, realizzato su commissione di Giovanni Roano e Corrionero. L'arcivescovo spagnolo, desideroso d'ospitare in uno spazio significativo il Crocifisso ligneo quattrocentesco che la tradizione popolare considerava dono del re Guglielmo.
Il prelato affidò l'incarico di disegnare l'ambiente al frate cappuccino Giovanni di Monreale, artista in seguito sostituito dal gesuita Angelo Italia, che la portò a compimento nel 1686. Le decorazioni interne hanno per tema il sacrificio di Cristo attraverso personaggi, episodi biblici, raffigurazioni allegoriche, realizzati mediante il trionfo policromo di marmi mischi, colonne tortili, decorazioni a intarsio in marmo e legno sulle pareti con raffigurazioni di animali, mostri e puttini. L'elaborato apparato decorativo comprende le Cappelle dei Profeti (con statue raffiguranti i profeti maggiori Daniele, Ezechiele, Isaia, Geremia,) completate intorno al 1688 dai mastri marmorari Giovan Battista Ferrera e Baldassare Pampillonia.
Sono rappresentati l'Albero di Jesse nell'edicola ove è custodito il Crocifisso,  L'opera si pone come esemplare tardo della corrente del Gotico internazionale di derivazione nordica; il Precursore con l'agnello e la croce, nei pilastri le figure allegoriche delle tre Virtù teologali: Fede, Speranza e Carità accompagnate dai loro simboli il Calice e l'Ancora. Nel pavimento gli intarsi marmorei raffigurano la scena relativa al profeta Giona e la balena, nel paliotto il Tempio di Gerusalemme realizzato da Salomone secondo il progetto suggerito a Davide. Per l'apparato decorativo pittorico nel 1692 Antonio Grano affrescò l'ambiente con la Battaglia degli angeli contro Lucifero, opera perduta, e nelle immediate adiacenze, un Cristo deposto, attribuitogli per stile.
Luogo di sepoltura per il vescovo committente, la cripta ospita le tombe di alti prelati della diocesi. Oggi l'ambiente è destinato a sede espositiva del Tesoro della basilica. Le cappelle del Crocifisso e di San Benedetto sono due notevoli esempi del barocco siciliano.

### Altare-reliquiario di San Luigi dei Francesi
L'altare-reliquiario di San Luigi dei Francesi fu eretto nel 1270 per ospitare le spoglie di Luigi IX di Francia morto a Tunisi durante l'ottava crociata assieme al cardinale Rodolfo (Raoul Grosparmi) vescovo di Albano, fervente sostenitore della campagna contro gli infedeli. Filippo III di Francia dispose il trasferimento dei resti mortali del padre nella basilica cattedrale di Saint Denis. Nell'altare reliquiario che ospitò la sepoltura rimase un'urna contenente il cuore e le viscere.
Per sdebitare il favore ricevuto, il re donò alla cattedrale un reliquario contenente la "Sacra Spina" appartenente alla Corona di Spine custodita a Parigi. Attualmente il cofanetto laccato è conservato nell'attigua Stanza del Tesoro. Alla fine del XVI secolo il vescovo Luigi de Torres restaurò il manufatto che oggi si presenta come espressione di stile barocco con il sarcofago del sovrano francese contenente le viscere e il cuore del re, e recante le insegne regie poggiato su mensole. L'edicola sovrastante contenente il quadro raffigurante il sovrano è delimitata da colonne marmoree con capitelli corinzi sormontate da un timpano con volute a ricciolo e targa intermedia sovrastata da aquila coronata.
|                                                             |                           |                                   |                                    |
| Absidiola di San Paolo o Cappella del Santissimo Sacramento | Cappella di San Castrense | Cappella di San Giovanni Battista | Cappella di San Luigi dei Francesi |

## Tesoro
Il tesoro della cattedrale conserva, fra le altre cose, arredi sacri (anche di fattura francese), una cassetta di rame smaltato del XIII secolo e un reliquiario della Sacra Spina (della corona di Cristo), risalente al periodo gotico. La cappella del tesoro è di epoca barocca.

## I mosaici della cattedrale
Buona parte della cattedrale è rivestita da mosaici di scuola bizantina a fondo oro, eseguiti tra il XII e la metà del XIII secolo da maestranze in parte locali, formatesi alla scuola bizantina. I mosaici che rivestono l'interno del Duomo presentano caratteristiche stilistiche e decorative nuove rispetto al passato nonostante le evidenti similitudini - sia a livello stilistico che iconografico - con le decorazioni musive della Cappella Palatina. Obiettivo di Guglielmo II fu infatti quello di realizzare un complesso artistico senza precedenti che potesse mostrare la magnificenza raggiunta dalla città durante il periodo della dominazione normanna.

### La distribuzione dei mosaici
I mosaici che adornano il Duomo rappresentano prevalentemente (almeno nelle pareti del capocroce e della navata centrale) le storie dell'Antico e del Nuovo Testamento, comprendendo svariati episodi biblici che vanno dai sette giorni della creazione alla fondazione della Chiesa di Cristo sulla terra per mezzo degli Apostoli. A tali raffigurazioni si innestano poi altre decorazioni musive rappresentanti uno schieramento ieratico di angeli, santi e profeti.
Seguendo l'asse longitudinale della navata principale della Chiesa, è possibile identificare le scene della Creazione che cominciano all'estremità orientale della parete destra con gli episodi legati al Paradiso terrestre per poi terminare con l'episodio della lotta di Giacobbe con l'angelo all'estremità orientale sinistra.
|                                   |                                      |                        |                    |                                           |                                                                |                           |                                   |                    |
| Creazione del Cielo e della Terra | Creazione dei Pesci e degli Uccelli' | Il Riposo del Creatore | Creazione di Adamo | Adamo è introdotto nel Paradiso Terrestre | Adamo ed Eva con l'Albero della Conoscenza del Bene e del Male | Il Rimprovero dell'Eterno | Sacrificio a Dio di Abele e Caino | Caino uccide Abele |

Nel transetto è invece rappresentata la vita di Cristo: il corpo centrale è dedicato agli episodi della sua infanzia, mentre il braccio destro e quello sinistro sono rispettivamente dedicati alla sua vita pubblica e alla sua Passione con annessi gli eventi dell'Ascensione e della Pentecoste.
Al termine delle due navate, lo sguardo dell'osservatore è inevitabilmente attirato dall'immensa raffigurazione del Cristo Pantocratore che occupa interamente il catino absidale.
|                               |                                   |                      |                          |                           |                           |                                     |                                                 |                                           |
| Guarigione dei Dieci Lebbrosi | Gesù caccia i Mercanti dal Tempio | Gesù e la Samaritana | Guarigione dell'Idropico | Gesù guarisce il Lebbroso | Guarigione del Paralitico | Guarigione dei due Ciechi di Gerico | Guarigione della Figlia del Capo della Sinagoga | Resurrezione del Figlio della Vedova Nain |

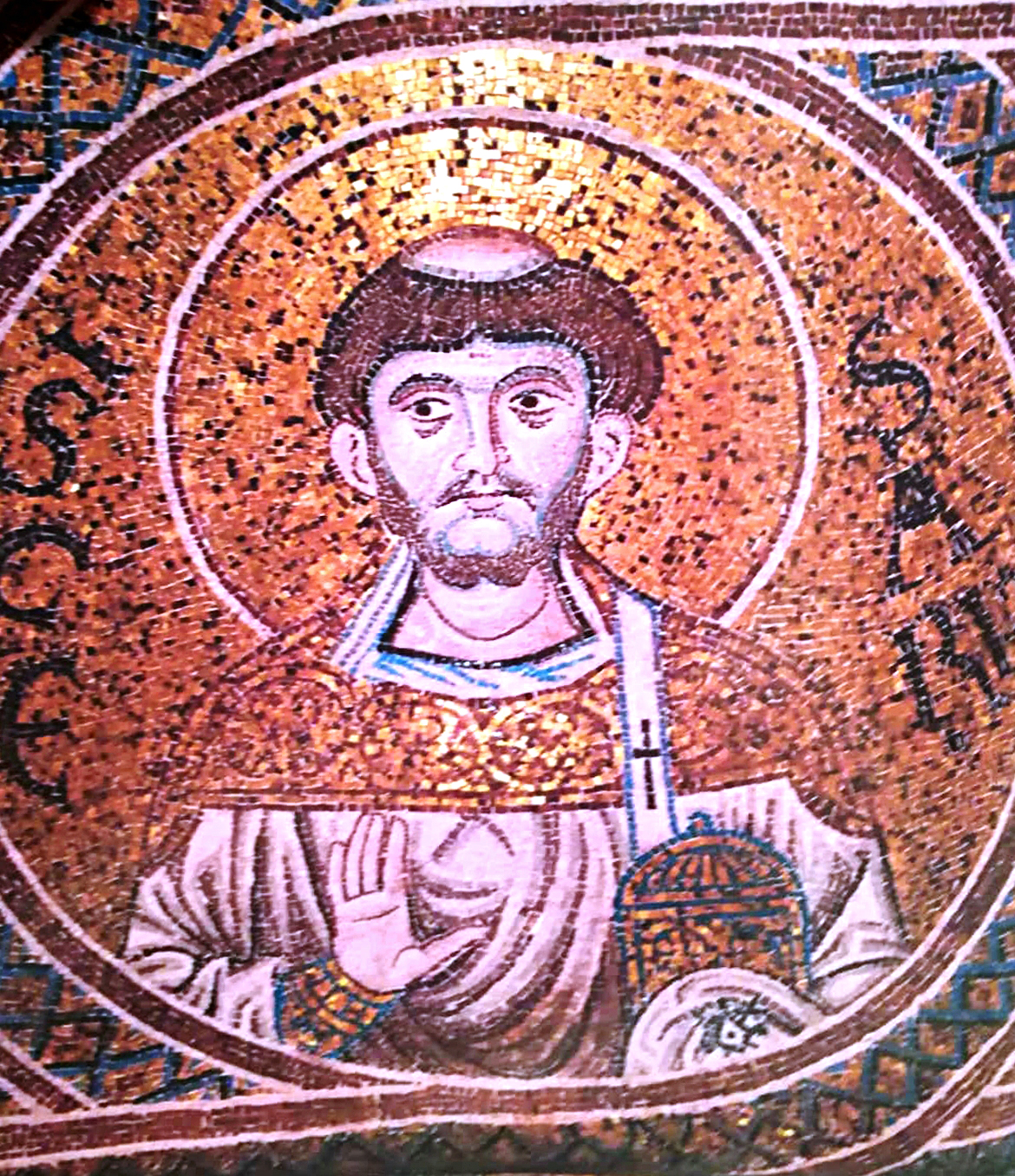
Raffigurazione musiva raffigurante san Cesario di Terracina, eseguita tra il XII e la metà del XIII secolo, sottarco destro della sòlea del Duomo di Monreale.

Nel santuario e nella solea, l'immagine del Cristo Pantocratore è circondata dai membri eletti della sua corte celestiale: La Vergine, gli angeli, gli apostoli, alcuni Santi (tra i quali san Cesario di Terracina, molto venerato dai monaci benedettini) e re e profeti dell'Antico Testamento.
Accanto allo schema fondamentale dell'organizzazione decorativa del Duomo, sia la navata maggiore che quelle minori presentano rappresentazioni aggiuntive, sempre realizzate con mosaici. Nella prima ad esempio è inserito un gruppo di tre raffigurazioni che riguardano la biografia di tre santi legati all'Italia meridionale: San Castrense, San Cassio e San Casto. Nelle seconde invece, diversi spazi sono dedicati all'illustrazione dei miracoli compiuti da Cristo.
Proseguendo nell'esame degli elementi iconografici supplementari, altre decorazioni musive degne di nota rappresentano:
- la vita e l'opera di evangelizzazione degli apostoli Pietro e Paolo, rispettivamente nelle due cappelle a destra e a sinistra della solea;
- Medaglioni con busti di martiri, sugli intradossi delle arcate che dividono la navata principale dalle minori;
- Personaggi appartenenti alla genealogia di Cristo, sugli intradossi dei quattro grandi archi che delimitano il corpo centrale del transetto;
- Il Velo della Veronica, sulla faccia orientale dell'arco che separa la solea dal transetto;
- Incoronazione di Guglielmo II e dono della Chiesa dal Sovrano alla Vergine, sui pilastri sostenenti l'arco d'ingresso dalla solea al santuario;

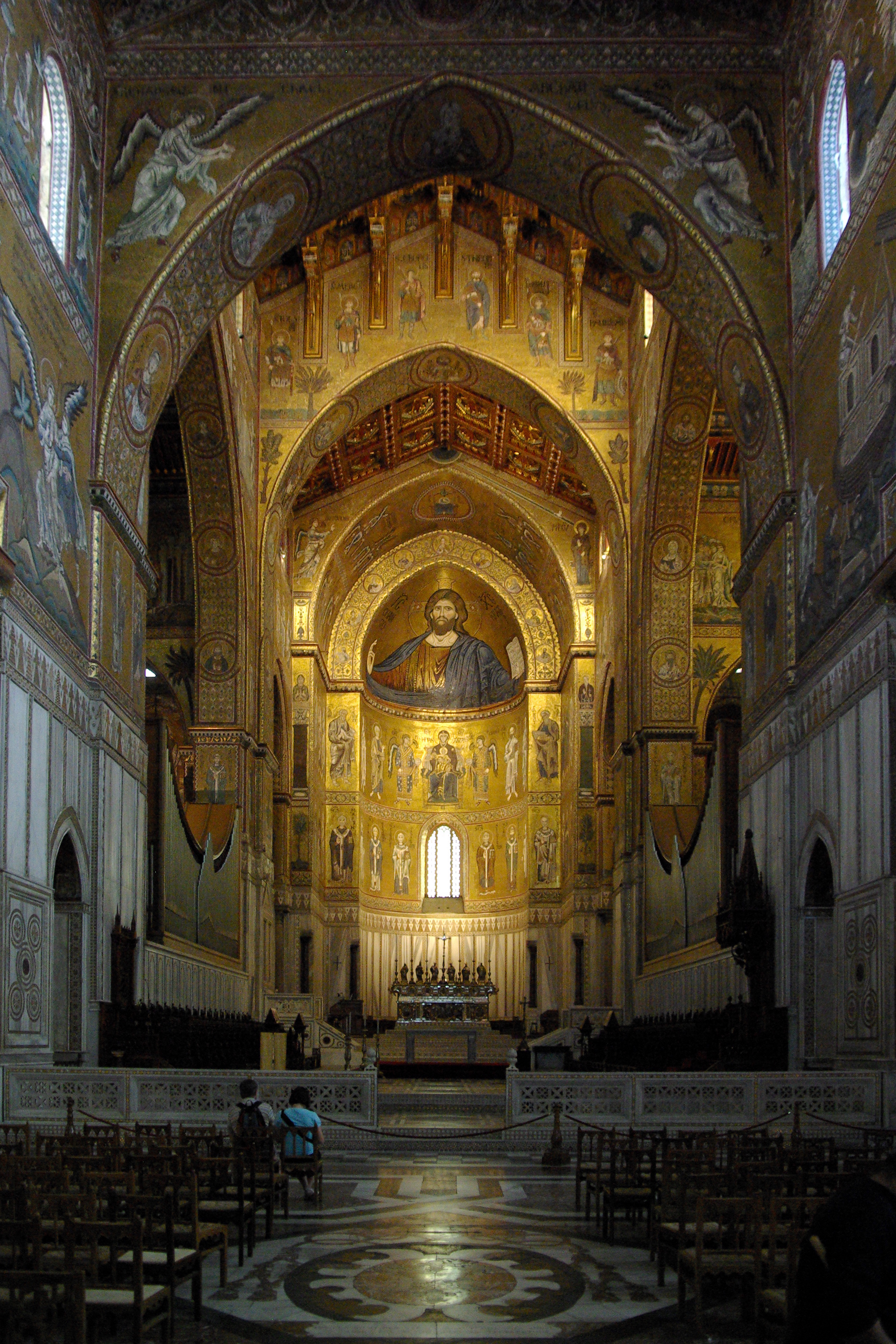
L'abside e il presbiterio
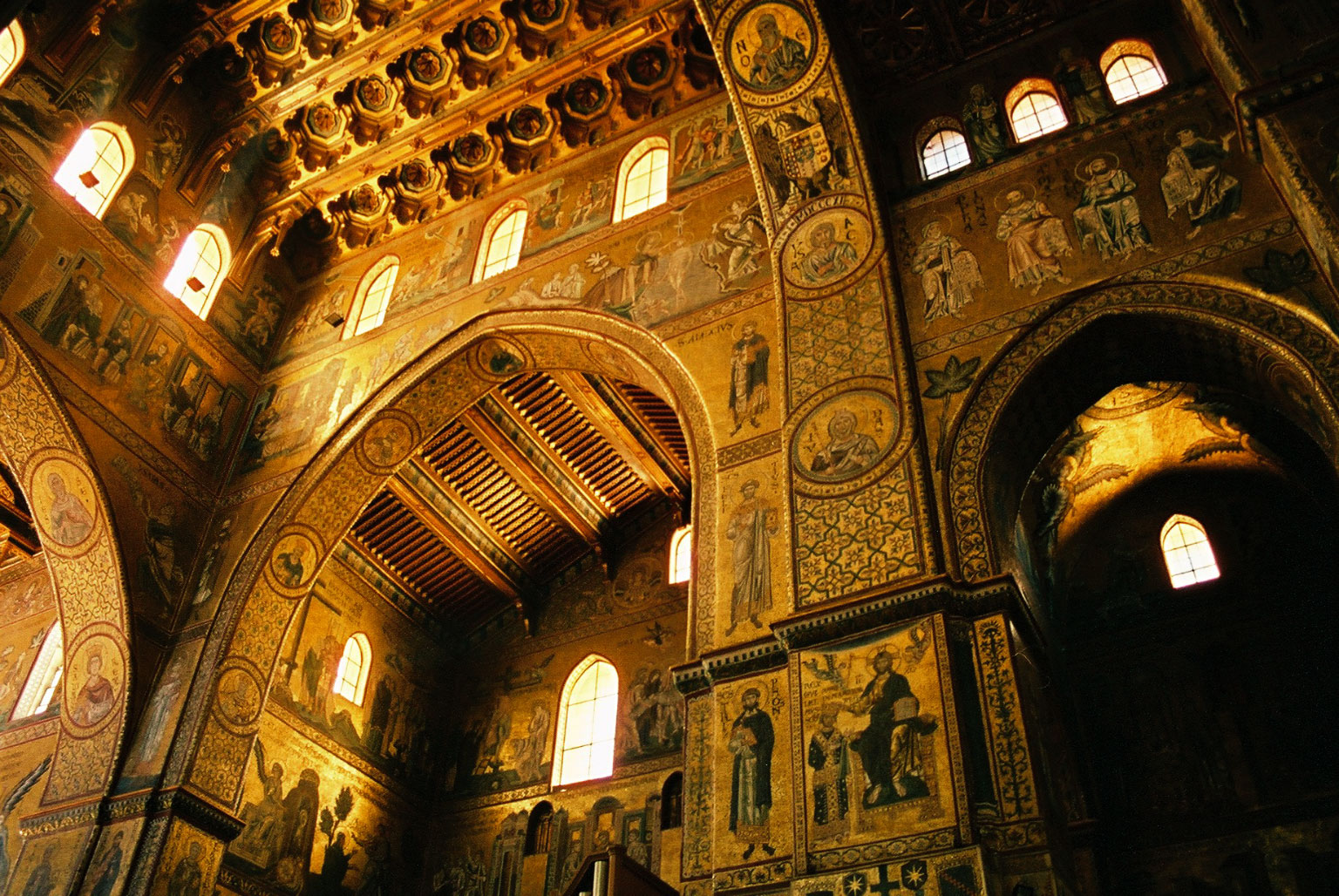
Mosaici della crociera e del transetto
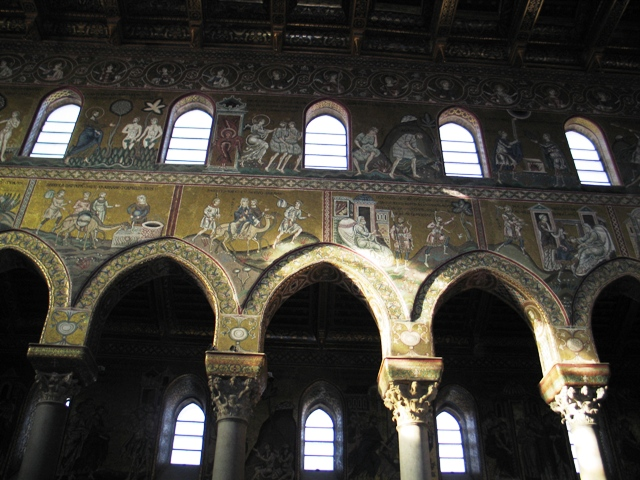
Mosaici della navata centrale
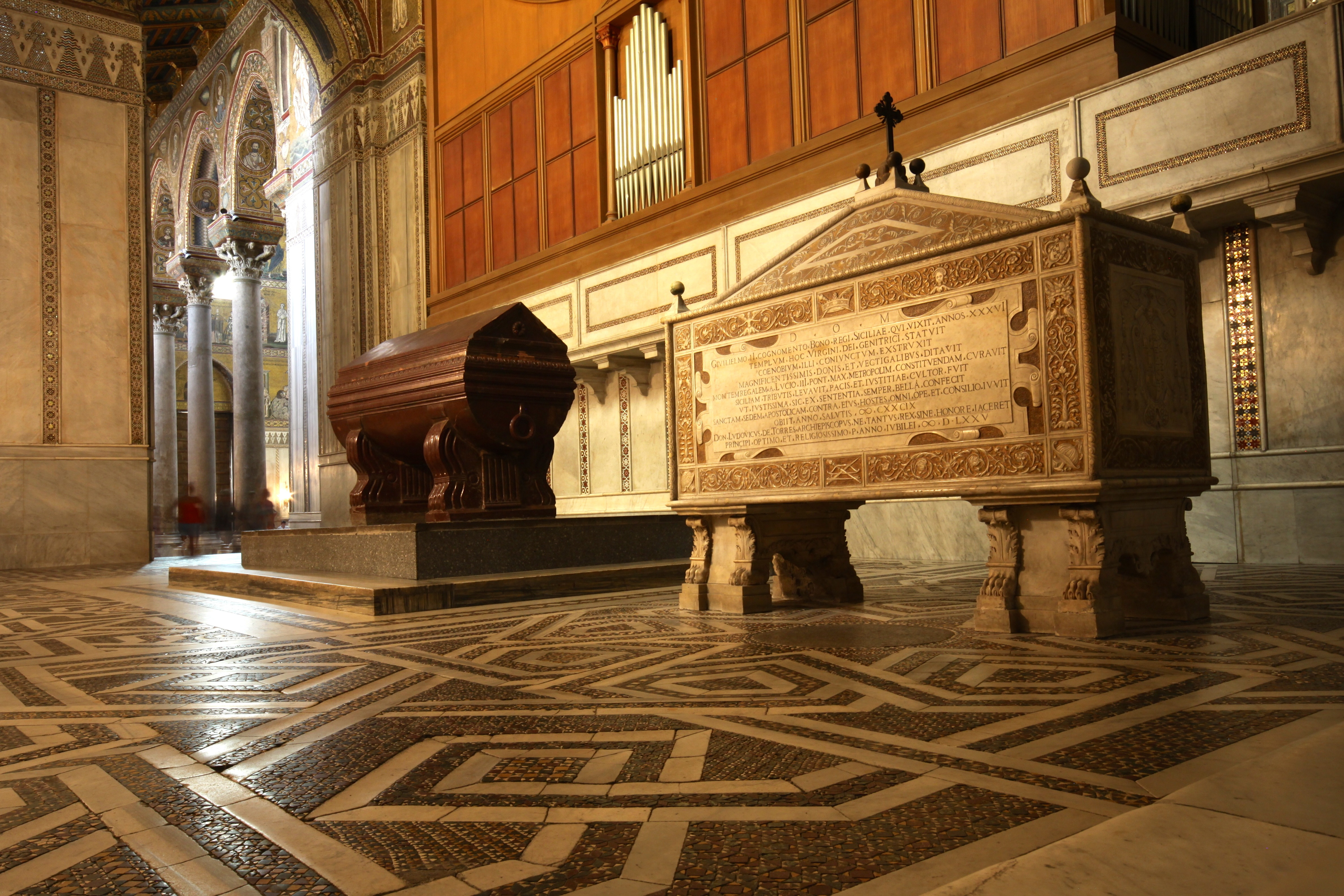
I sarcofaghi di Guglielmo I e Guglielmo II
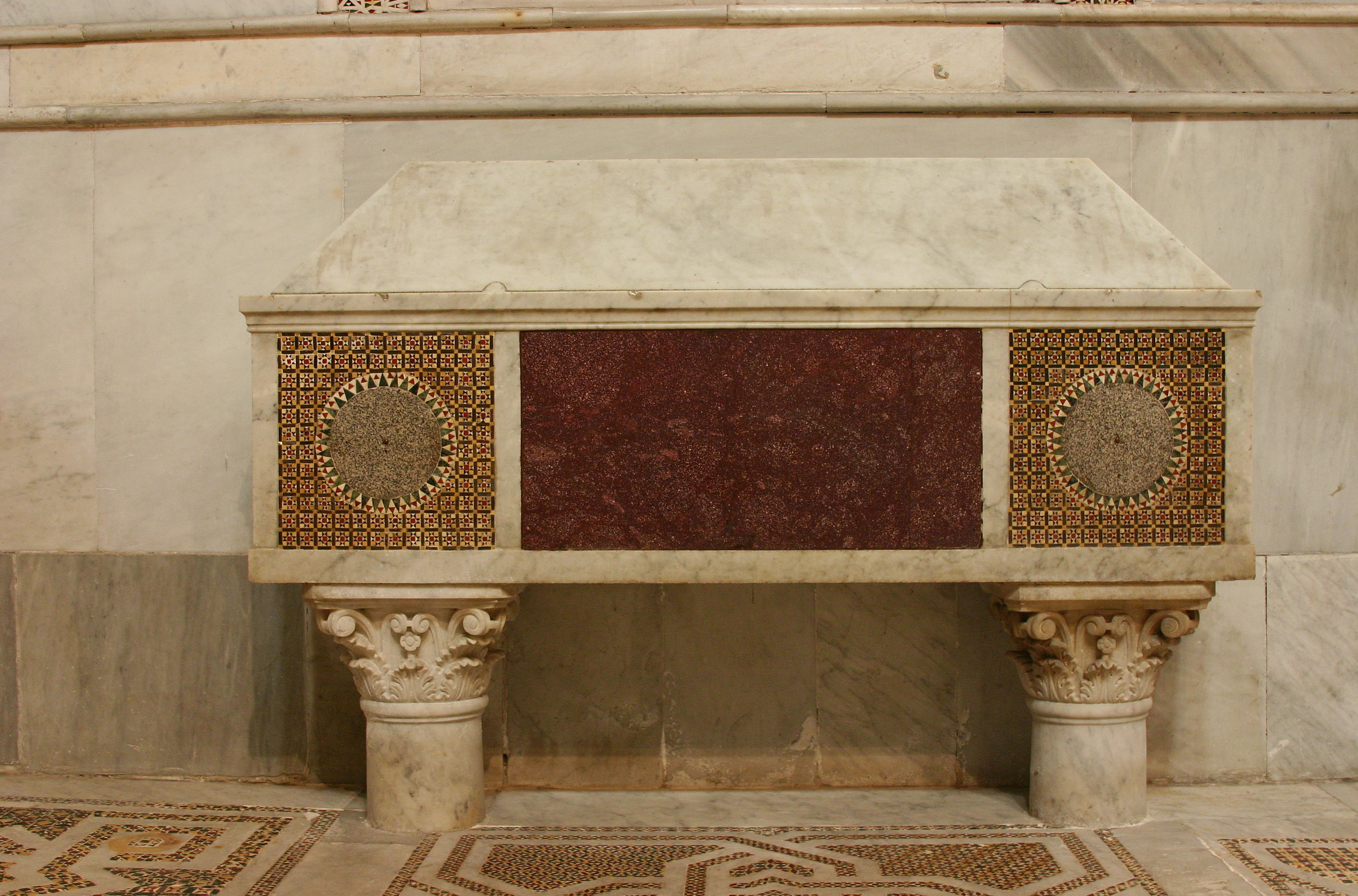
Il sarcofago di Margherita di Navarra

## Organi a canne
L'organo a canne della Cattedrale è stato costruito tra il 1957 e il 1967 dai Fratelli Ruffatti di Padova. Il progetto è stato ideato sotto l'episcopato dell’Arcivescovo Francesco Carpino; ha partecipato alla progettazione Mons. Antonino Orlando, all'epoca organista titolare. Il concerto inaugurale ebbe luogo il 24 aprile 1967 e venne eseguito da Fernando Germani.
Lo strumento si compone di 121 registri per poco più di 7.000 canne suddivise in tre corpi sonori:
- dietro l'altare maggiore, senza mostra, si trovano le canne del Positivo aperto e del Solo espressivo (rispettivamente prima e quarta tastiera) con la relativa sezione del Pedale;
- nella crociera, sul lato sinistro, con mostra "ad ali" e cuspide centrale, si trovano le canne del Grand'Organo e del Recitativo espressivo (rispettivamente seconda e terza tastiera) con la relativa sezione del Pedale;
- nella crociera, sul lato destro, con mostra "ad ali" e cuspide centrale, si trovano le canne dell'Organo antico espressivo e dell'Eco espressivo (rispettivamente quinta e sesta tastiera) con la relativa sezione del Pedale.

La consolle di comando, la più grande in assoluto al mondo fra quelle spostabili, è costituita da un mobile in legno decorato con rilievi scultorei, è collocata nella parte sinistra del presbiterio ed è dotata di 6 tastiere di 61 note ciascuna e pedaliera concavo-radiale di 32 note, 195 placchette per il comando dei registri posizionate "a terrazza" sui due lati della consolle, 4 commutatori di staffa per le espressioni e uno per il crescendo, un centinaio di comandi posizionati sotto le tastiere e sopra la pedaliera.
Nella cappella di San Castrense si trova un secondo organo a canne, a trasmissione meccanica e 5 registri, costruito dalla ditta Francesco Zanin nel 2017 ispirandosi agli strumenti del XVIII secolo.

## Tetti
- 2019, Rampe di scale permettono l'accesso alle coperture, terrazze, camminamenti e lucernai del tempio. La visita agli ambienti superiori esterni oltre ad ammirare le architetture sommitali dell'edificio e degli adiacenti chiostro e monastero, consente una visione completa del panorama mozzafiato sulla città di Palermo e di una vasta porzione di Conca d'Oro.

## Monastero
- 1635, San Benedetto che distribuisce i pani, dipinto, opera commissionata a Pietro Novelli[24] e attualmente custodita nella Galleria regionale di Palazzo Abatellis di Palermo.
- 1799, Il sogno di Guglielmo, olio su tela, opera documentata nella scala di Giuseppe Velasco.

Refettorio:
- 1843, Cena in Emmaus, dipinto commissionato a Giuseppe Patania oggi custodito nella Cappella Neoclassica del Museo diocesano di Monreale.

### Il chiostro
(Jean Houel, Viaggio pittoresco nelle isole di Sicilia, di Lipari e di Malta (1787))

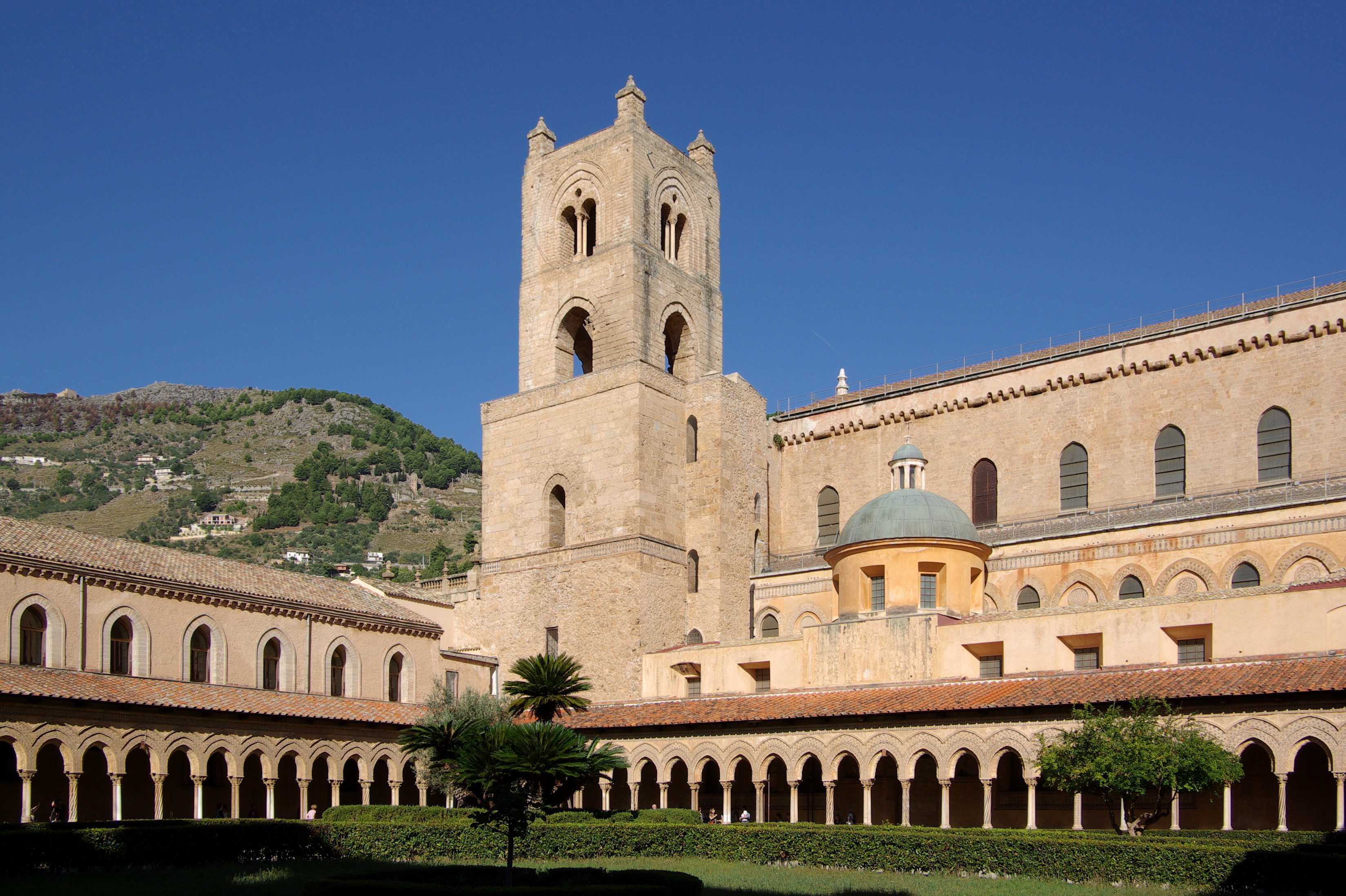
Il chiostro.

Il Duomo è affiancato dal chiostro dell'antico monastero benedettino, realizzato sul finire del XII secolo. Si tratta di una costruzione prettamente romanica, a pianta quadrata di 47 metri di lato, con portico ad archi ogivali a doppia ghiera e con singolarissimo “toro” nell'intradosso.
Gli archi sono sostenuti da colonne binate, di ornamentazioni alterne, talune intagliate ad arabeschi ed altri con intarsi a mosaico. I capitelli sono istoriati con scene bibliche del Vecchio Testamento e del Nuovo Testamento di cui si citano alcuni esempi: episodi della Genesi in cui sono evidenti rapporti con la scultura borgognona e di quella provenzale di Arles e Nimes (Peccato originale, cacciata dal Paradiso terrestre, sacrificio di Abele e Caino); Salomone e la regina di Saba; storia di Sansone; sogno di Giuseppe; scene della vita di San Giovanni Battista; episodi dei Vangeli (Annunciazione, strage degli Innocenti; Natività, Adorazione dei Magi, Visitazione, Resurrezione, ecc.). Si incontrano anche scene di caccia, di vendemmia, di guerrieri in lotta fra di loro, del sacrificio del dio indo-iranico Mitra, di un telamone fiancheggiato da aquile, di animali reali e fantastici, ecc. In un capitello è raffigurato re Guglielmo II che offre l'archetipo del Duomo alla Vergine. I capitelli delle quattro colonnine d’angolo della Fontana del Re presentano figure intente in lavori agropastorali, che simboleggiano i Mesi dell’anno: a meridione vi sono i mesi invernali, a levante i primaverili, a tramontana gli estivi e a ponente gli autunnali. Da notare anche un capitello con un acrobata, la cui posizione richiama la figura della Trinacria, il simbolo della Sicilia. Nomi tradizionali degli artisti che lavorarono al chiostro sono: Missione degli Apostoli (34 capitelli); Maestro della Dedica (30 capitelli), Maestro dei Putti (70 capitelli); Maestro delle Aquile (40 capitelli); Marmoraro (42 capitelli).
Nell'angolo meridionale vi è un recinto quadrangolare delimitato da tre arcate per lato. Al centro è una fontana la cui acqua scaturisce da una colonna riccamente intagliata a forma di fusto di palma stilizzato, con figure in piedi, teste foglie a rilievo. L'acqua fuoriesce in sottili getti da bocche umane e leonine. Le basi delle colonne del chiostro raffigurano un'amplissima varietà di motivi: foglie stilizzate, rosette, zampe di leone, teste di fiere, gruppi di uomini e animali, rane e lucertole. La loro esecuzione presenta grandi differenze con quella dei capitelli, tanto da far supporre che sia stata affidata ad artigiani subordinati. I capitelli dei gruppi di quattro colonne d'angolo sono particolarmente curati. Diverse sono le origini degli artisti, dall'Ile de France alla Provenza, dalla Longobardia alla Sicilia, con opere realizzate in periodi differenti.
I restauri delle coperture lignee furono effettuati dall'arcivescovo Paolo dei Lapi intorno al 1400 circa, seguiti da quelli di Giovanni Ventimiglia mezzo secolo più tardi.
Nel 1515 il sopralluogo del regio visitatore Pietro Pujades aveva disposto un nuovo restauro. Nel 1542 il regio visitatore monsignor Francesco Vento sollecita i lavori, lo stato dei tetti era talmente compromesso che rischiavano di crollare. I lavori furono eseguiti dal 1544 al '54 sotto il mandato di Alessandro Farnese.
Due secoli dopo il problema si ripropone, ad affrontarlo il munifico Francesco Testa che 16 luglio 1772 dispone di rifare le coperture ripristinando gran parte delle opere murarie, con particolare riguardo alle superfici musive, alle colonne, ai capitelli.

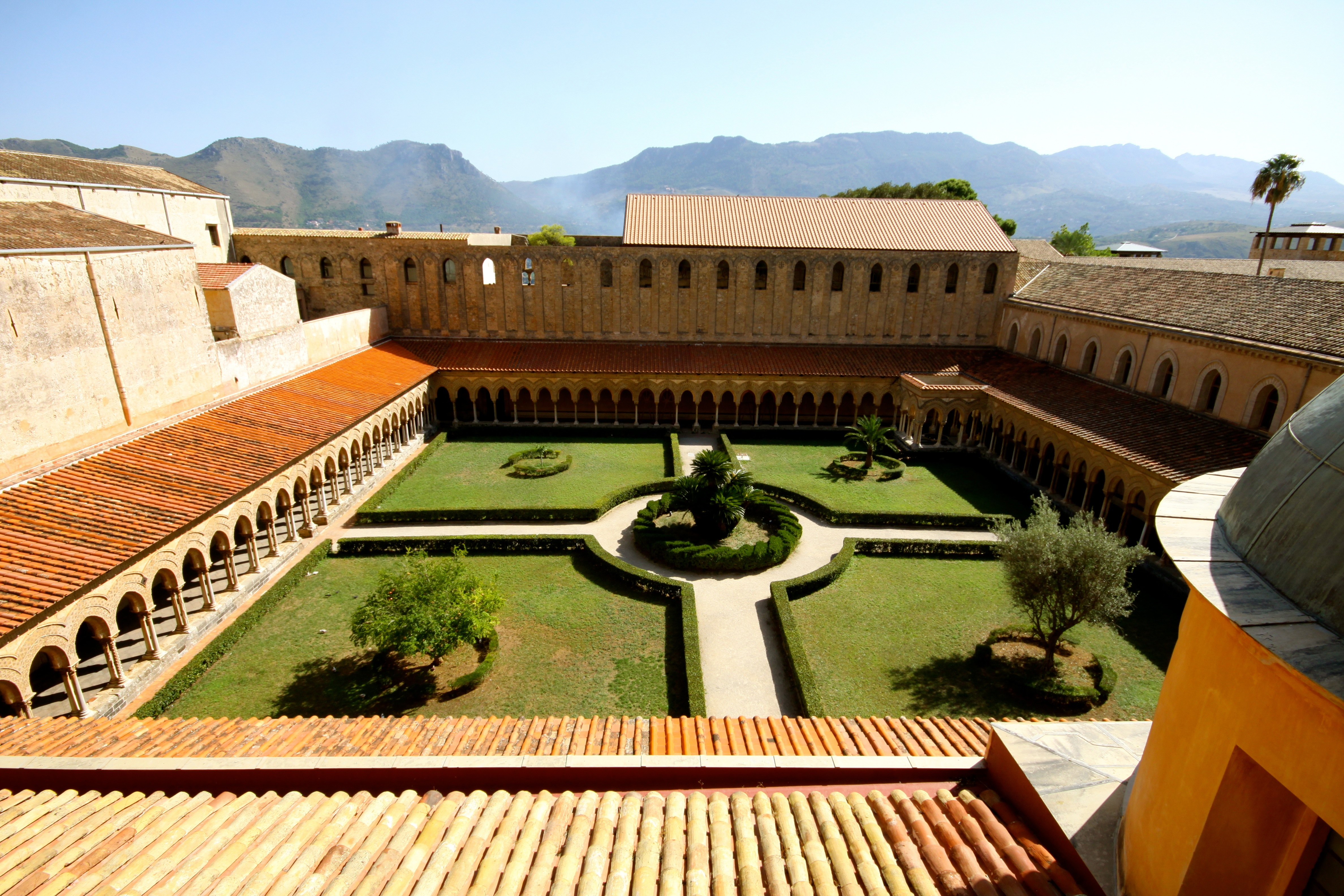
Veduta dall'alto
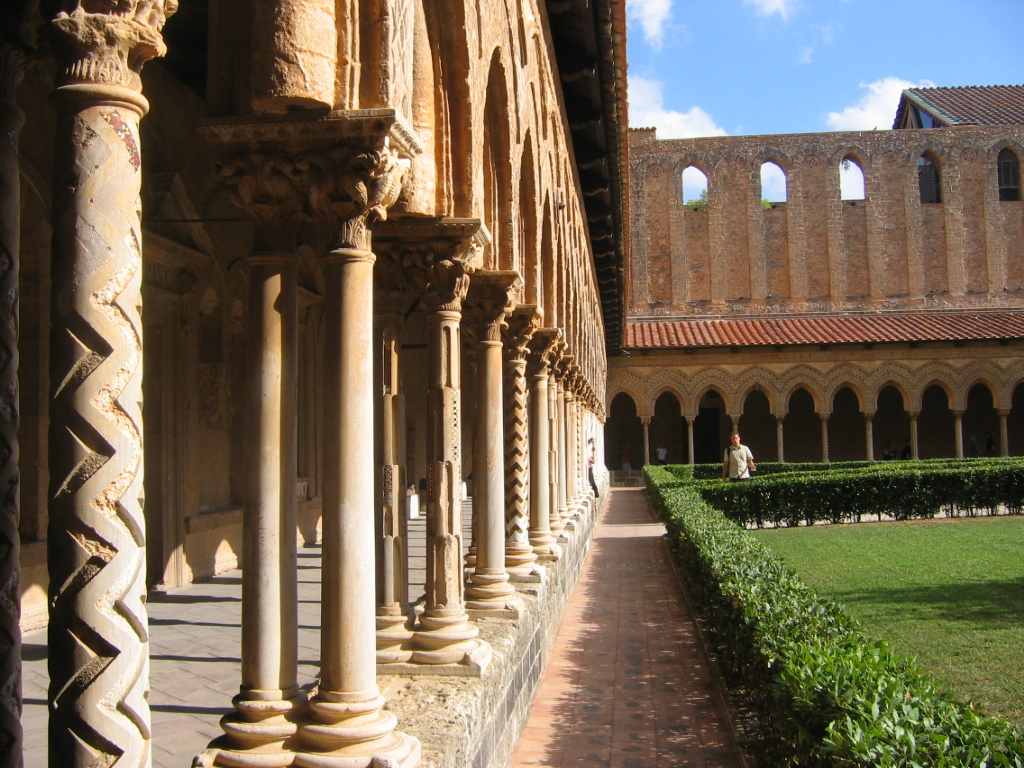
Scorcio del chiostro
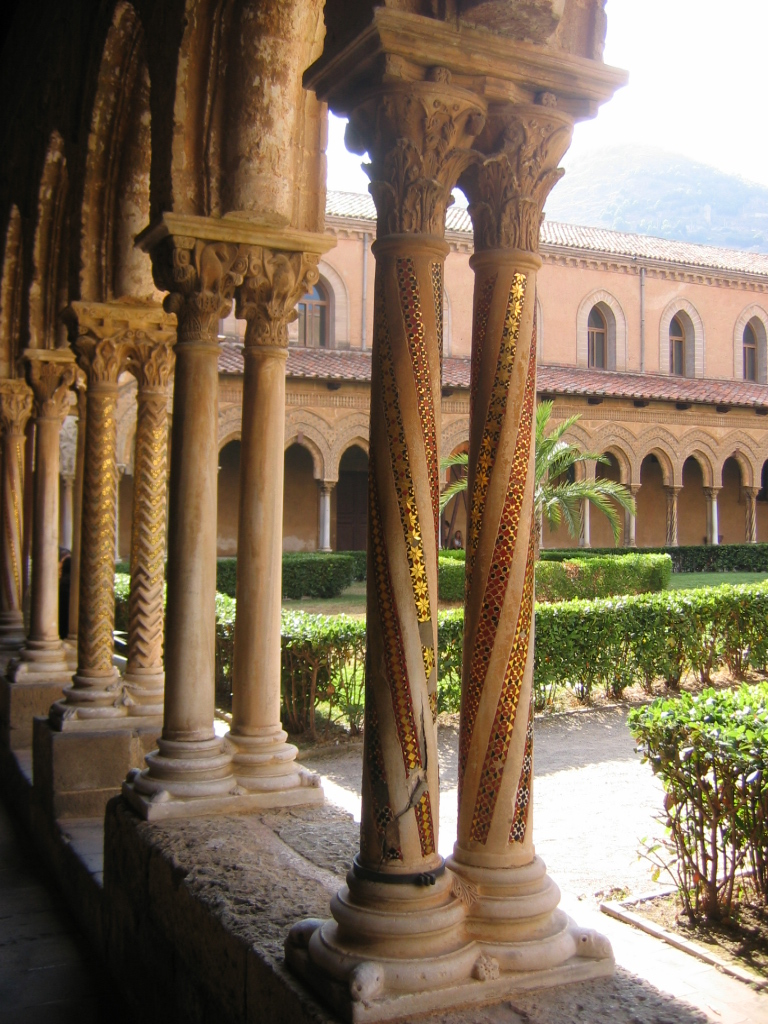
Colonnine e archi
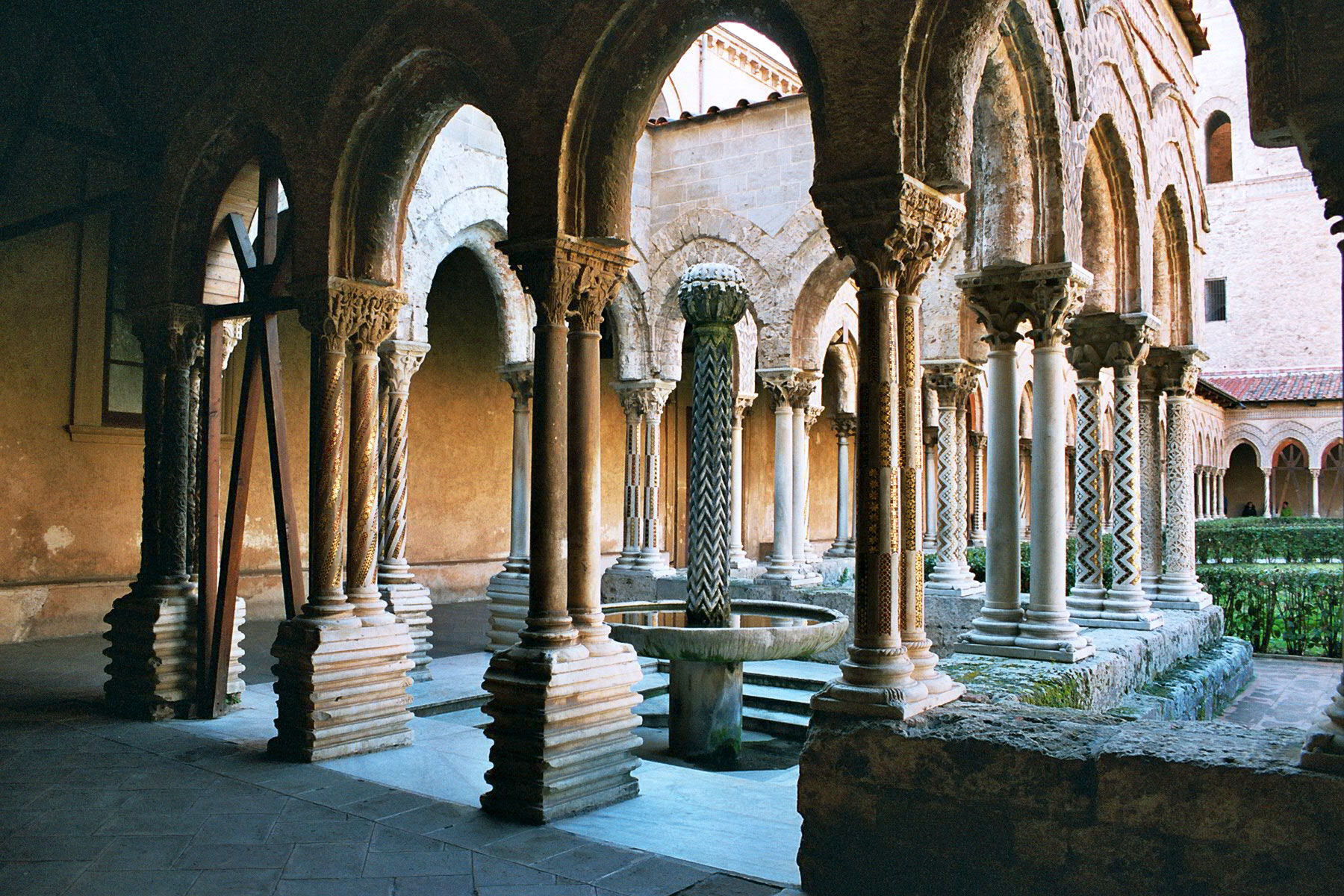
La fontana

## Palazzo arcivescovile
Al di là delle absidi del Duomo verso settentrione, sorge il Palazzo Arcivescovile, edificato nel XV secolo sulle strutture del primitivo Palazzo Reale d'epoca normanna, e restaurato nel 1816, preceduto da una terrazza in cui è collocato un grande sarcofago romano con leoni artiglianti gazzelle. Da allora è sede stabile degli arcivescovi.

### Seminario arcivescovile
È stato sede del seminario arcivescovile istituito nel 1590 da Ludovico III de Torres.
Oggi è sede del museo diocesano.
- XVIII secolo, Ciclo, affreschi raffiguranti il Trionfo della religione, il Sogno di Guglielmo nel refettorio del Seminario, opere documentate e realizzate da Gioacchino Martorana.

## «Fabbrica del Duomo»
- 1595, Pietro Antonio Novelli, «Capo maestro del Duomo», padre di Pietro Novelli, nel 1606 restauratore dei mosaici.

## Confraternite
- XV secolo, Confraternita del Santissimo Sacramento, sodalizio attestato presso la Cappella di Santa Maria degli Agonizzanti documentata nella torre campanaria. Al 1497 risale l'approvazione dei Capitoli. L'incremento devozionale determinò il trasferimento della confraternita nel 1583 per volontà dell'arcivescovo Ludovico de Torres I, nelle preesistenti strutture della chiesa degli Agonizzanti di piazza Guglielmo II sul lato occidentale.

## Curiosità
Nel 1971 Franco Zeffirelli all'interno dell'aula medievale ambientò le scene finali del film Fratello sole, Sorella luna, fra esse spicca il suggestivo ingresso di San Francesco d'Assisi ricevuto da Papa Innocenzo III e quelle relative alle argomentazioni per l'approvazione della Regola francescana.